# Gótico en Europa Central

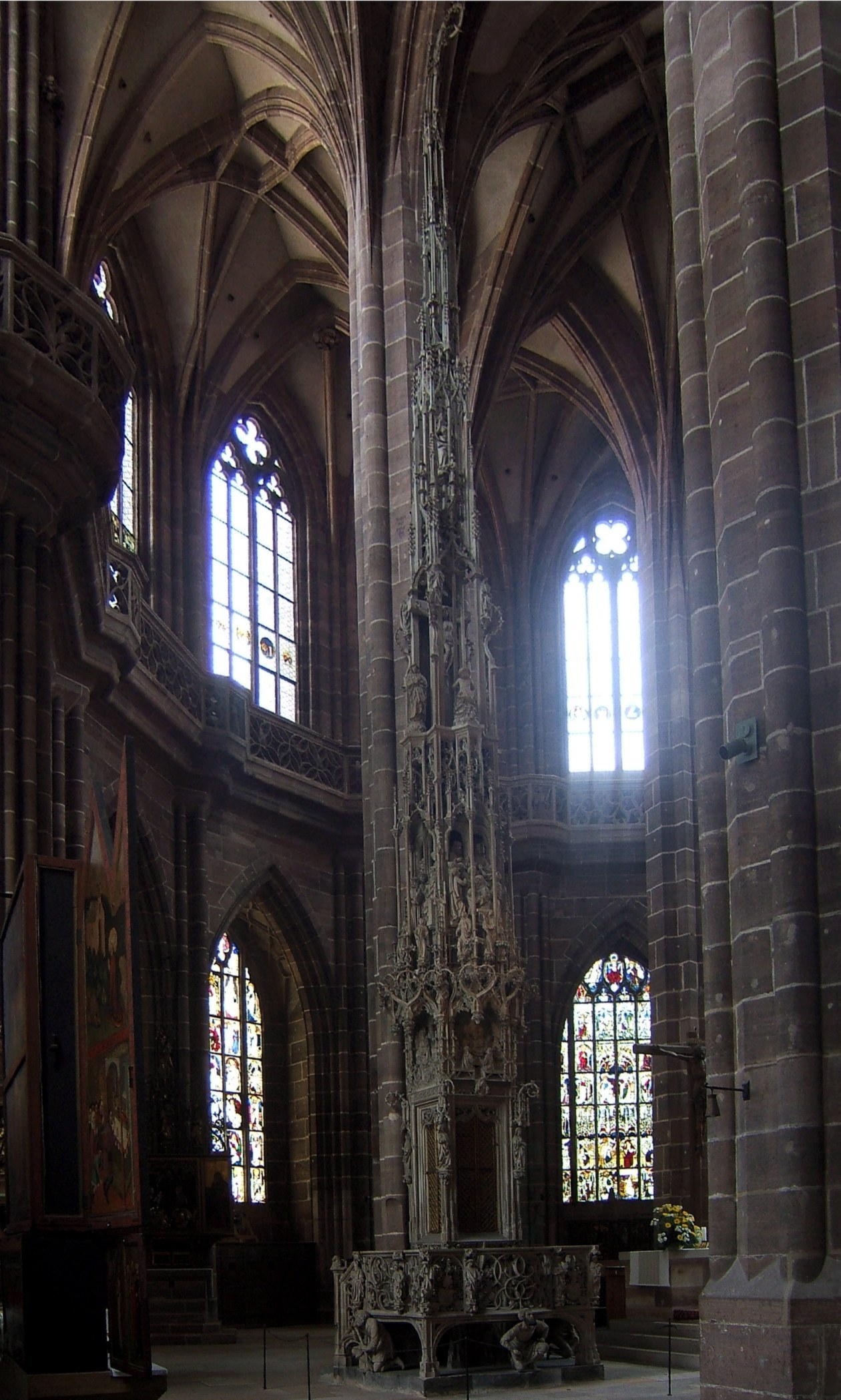
Interior de la Lorezkirche, San Lorenzo de Núremberg.

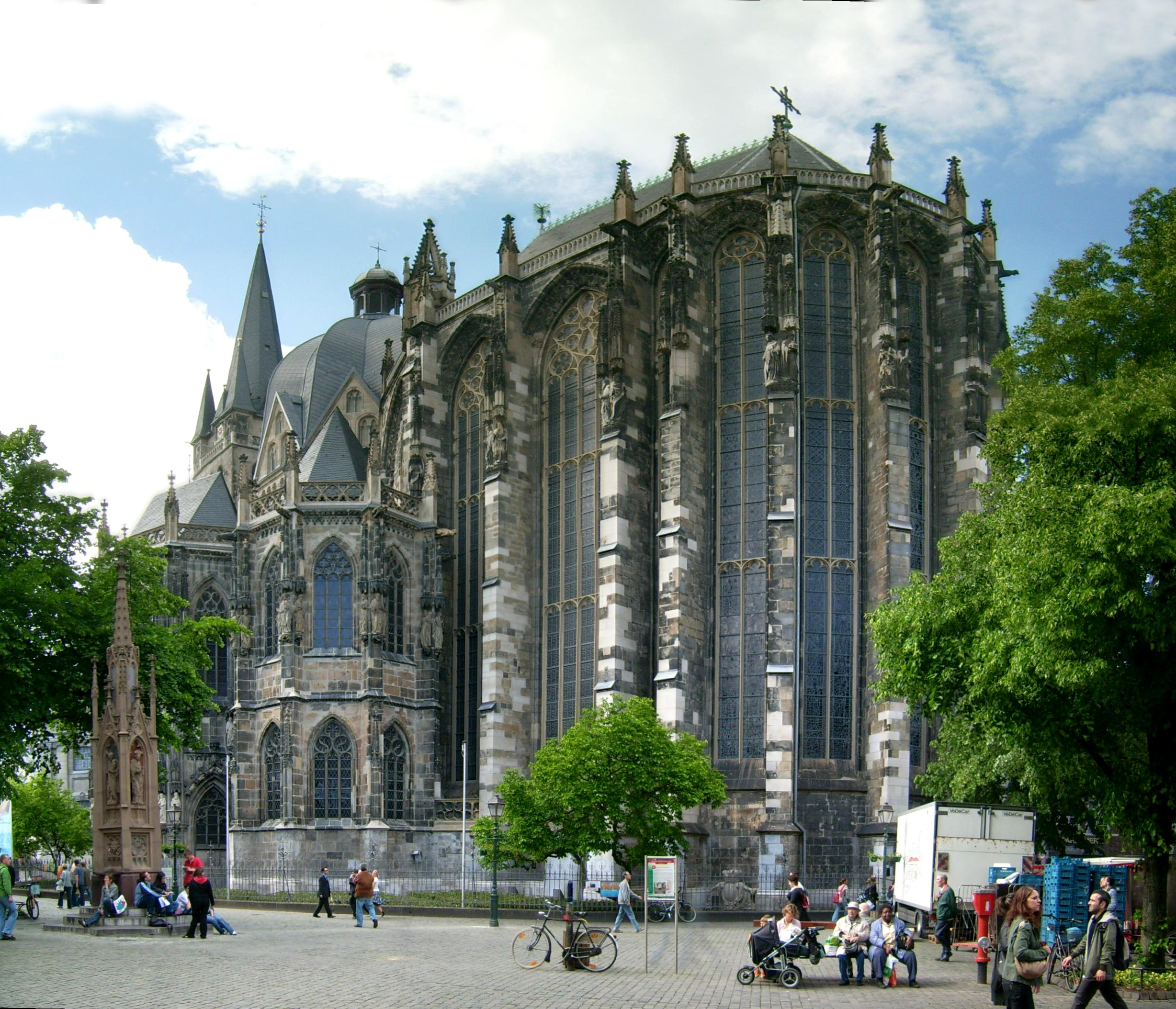
Exterior de la catedral de Aquisgrán.

Gótico en Europa Central, gótico alemán o gótico germánico son denominaciones historiográficas para referirse a las producciones artísticas del periodo correspondiente al arte gótico (de comienzos del siglo XIII a comienzos del siglo XVI) en el amplio espacio de Europa central, correspondiente a grandes rasgos con el Sacro Imperio Romano Germánico. 
El estilo se extendió por esta zona por difusión del Gótico francés, interpretándolo con soluciones originales. Históricamente, este proceso se produjo de una forma gradual, de modo que hacia 1230 puede considerarse plenamente incorporado el estilo; más tardíamente que en otras zonas de la Europa Occidental (Gótico inglés, Gótico español, Gótico italiano).
Tras acoger las sucesivas fases del arte gótico a lo largo de los siglos XIII, XIV y XV (Gótico radiante, Gótico flamígero, Gótico internacional), el Gótico final alemán se extendió temporalmente al siglo XVI, coexistiendo con el Renacimiento alemán, de modo que es posible ver tanto rasgos tardogóticos tradicionales como las nuevas influencias renacentistas italianas en autores como Durero o Grünewald.
La condición "nacional" alemana del estilo en esta amplia zona geográfica no puede entenderse como algo estricto, tanto por la inexistencia de naciones en el sentido moderno en la época, como por la existencia en el amplio espacio de la Europa Central de tradiciones artísticas muy diferentes, vinculadas o no a la condición "proto-nacional" de las poblaciones locales. La bibliografía utiliza también otras denominaciones o subdivisiones, como las de Gótico báltico o Backsteingotik ("Gótico de ladrillo") para la zona nororiental (hanseática, que incluye las actuales naciones bálticas -Gótico lituano, extendido con el Gótico bielorruso- y Polonia -Gótico polaco-, con gran influencia en el Gótico escandinavo -países escandinavos-), Gótico renano para la zona occidental (Renania, Alsacia, Lorena), Gótico de los Países Bajos para la noroccidental (Gótico del Demer -Demergotik-, Gótico de la Campine -Kempense gotiek-, Gótico del Mosa -Maasgotiek-, Gótico tournasino o Gótico del Escalda, Gótico brabanzón, Gótico flamenco o incluso Gótico borgoñón -la zona perteneció políticamente al Estado borgoñón bajomedieval-), Gótico austriaco (o Gótico danubiano o Gótico alpino) para la zona meridional (Austria, Bohemia, el Tirol, Suiza y zonas del norte de la actual Italia); menor uso tienen las etiquetas de Gótico magiar, Gótico húngaro o incluso Gótico transilvano (Hungría, Transilvania -castillos de Hunyad y de Bran, Iglesia Negra de Brasov, actual Rumanía-), aunque la construcción gótica más oriental de la zona suele considerarse que es la catedral de Košice (actual Eslovaquia).

El Sacro Imperio Romano Germánico hacia 1400.
Comparación con las fronteras de los países europeos en la actualidad.

Característico del gótico germánico es la amplia variedad de tipologías de edificación, no solo en el ámbito de la arquitectura religiosa (con una gran diversidad de mecenazgo en los encargos: majestuosas catedrales de comisión imperial, iglesias más modestas de las órdenes religiosas -cistercienses, franciscanos, dominicos-), sino en la arquitectura civil (para la emergente burguesía en las ciudades comerciales y artesanas -en las hanseáticas del Báltico se emplearon materiales más baratos, como el ladrillo-).
En el siglo XIX hubo un proceso de ideologización, en el contexto del Romanticismo y la unificación alemana que interpretó el Gótico como un "arte nacional" o "étnico" alemán, atribuyéndole significados más allá de lo artístico y extemporáneos a su época, con criterios historicistas, medievalistas o "neogóticos".

## Pintura

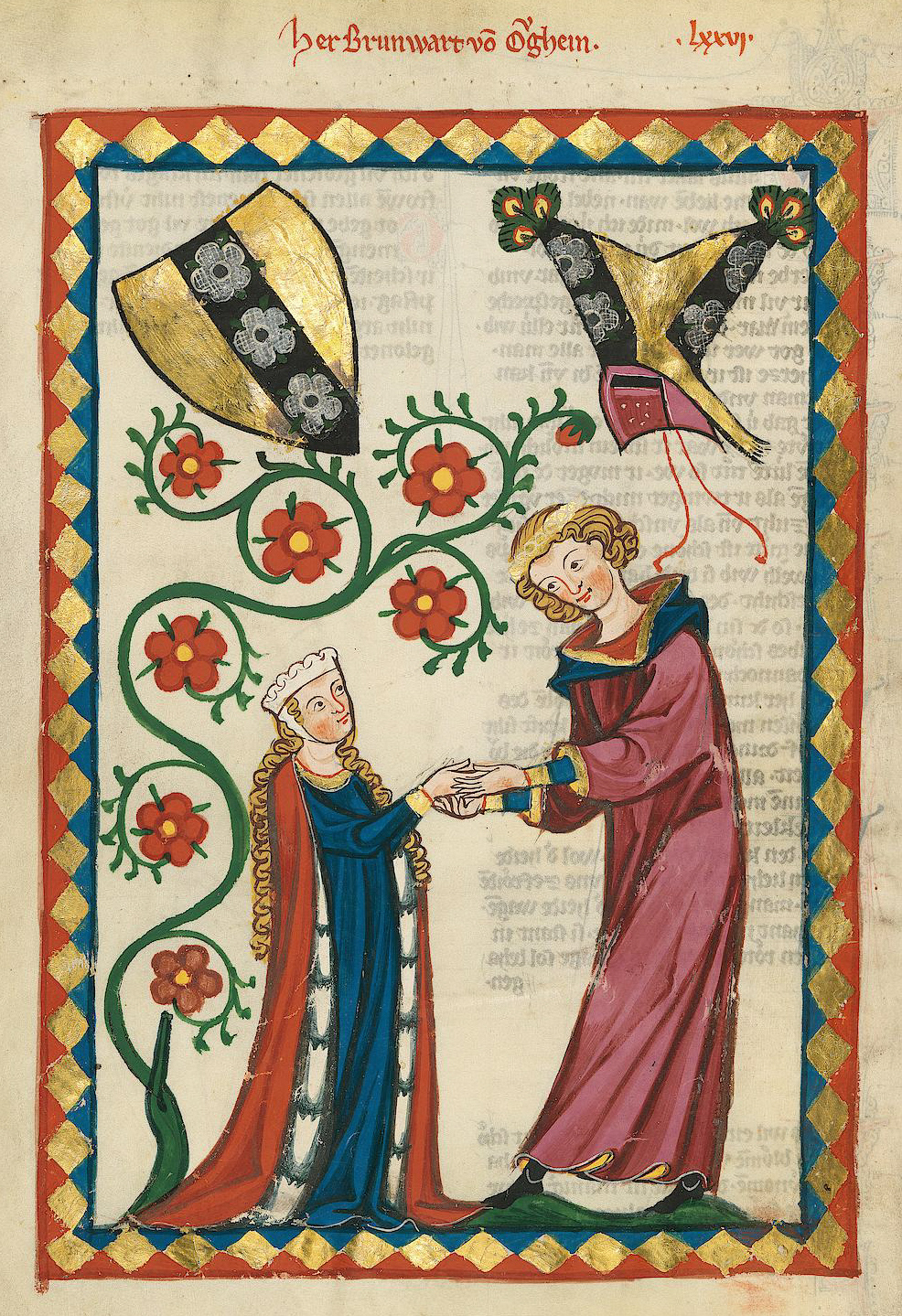
Codex Manesse, primera mitad del.

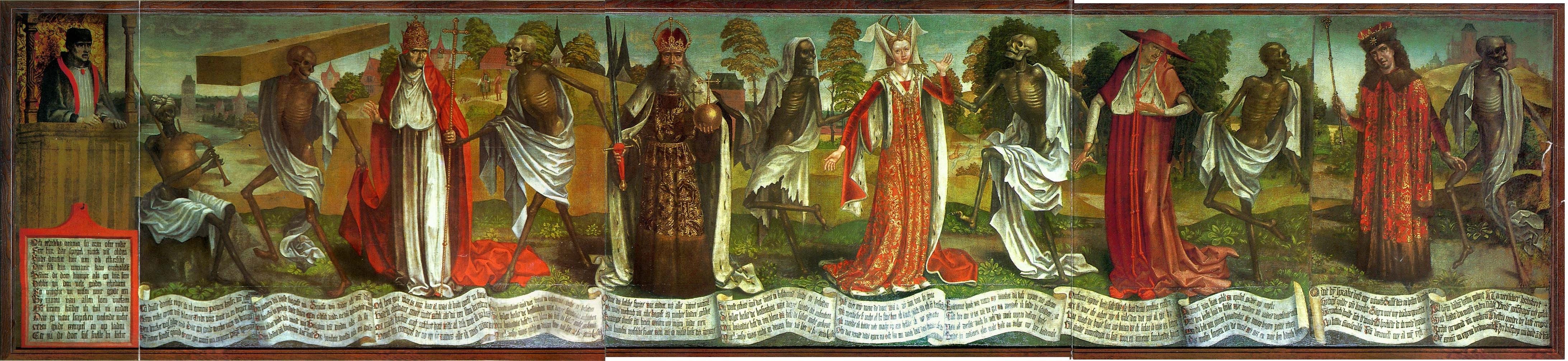
Totentanz ("danza de la Muerte") de la Nikolai Kirche de Tallin, de Bernt Notke.

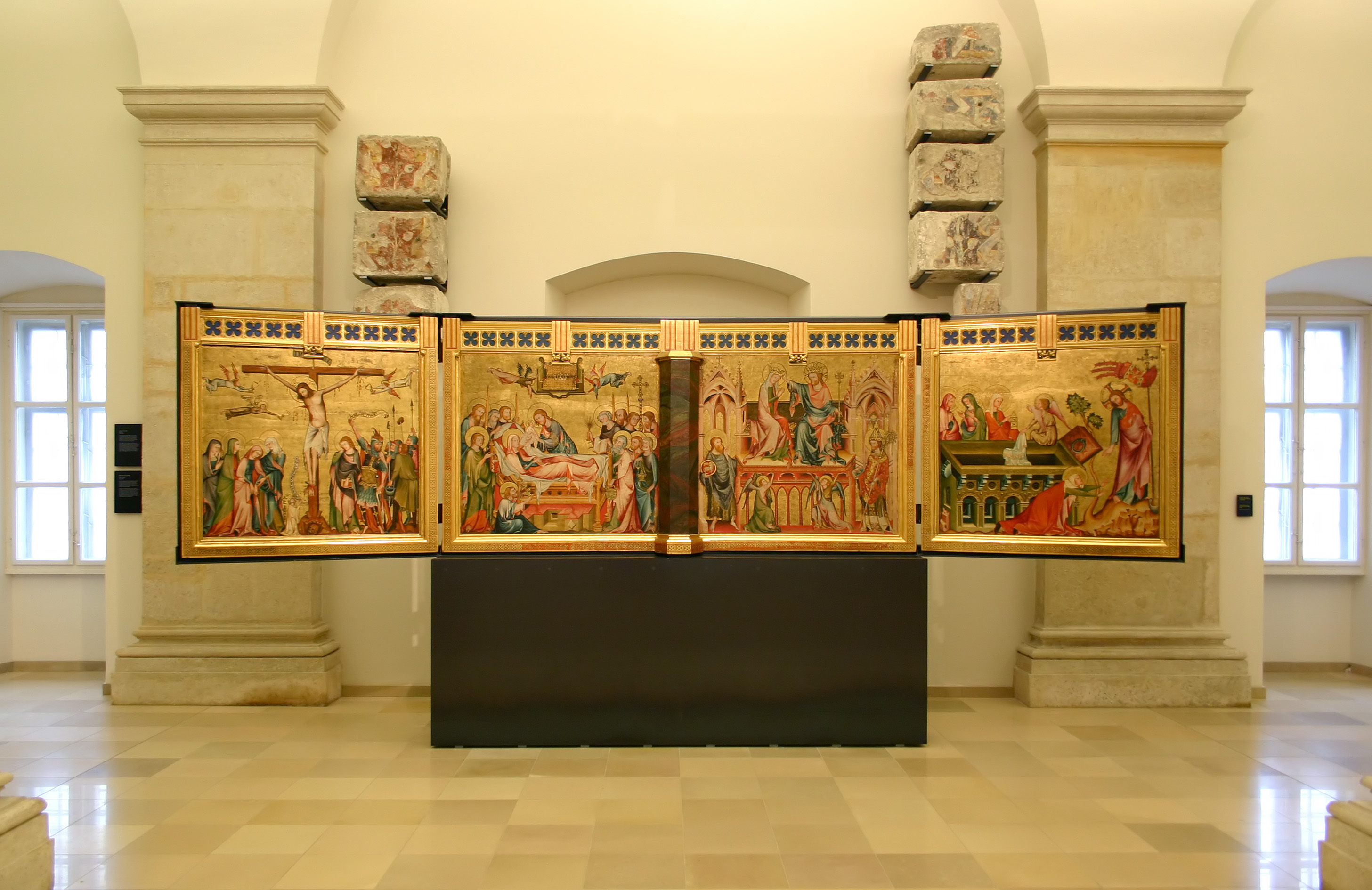
Paneles posteriores del retablo o altar de Verdún o altar de Klosterneuburg, del llamado Maestro de los paneles posteriores del retablo de Verdún, 1331.

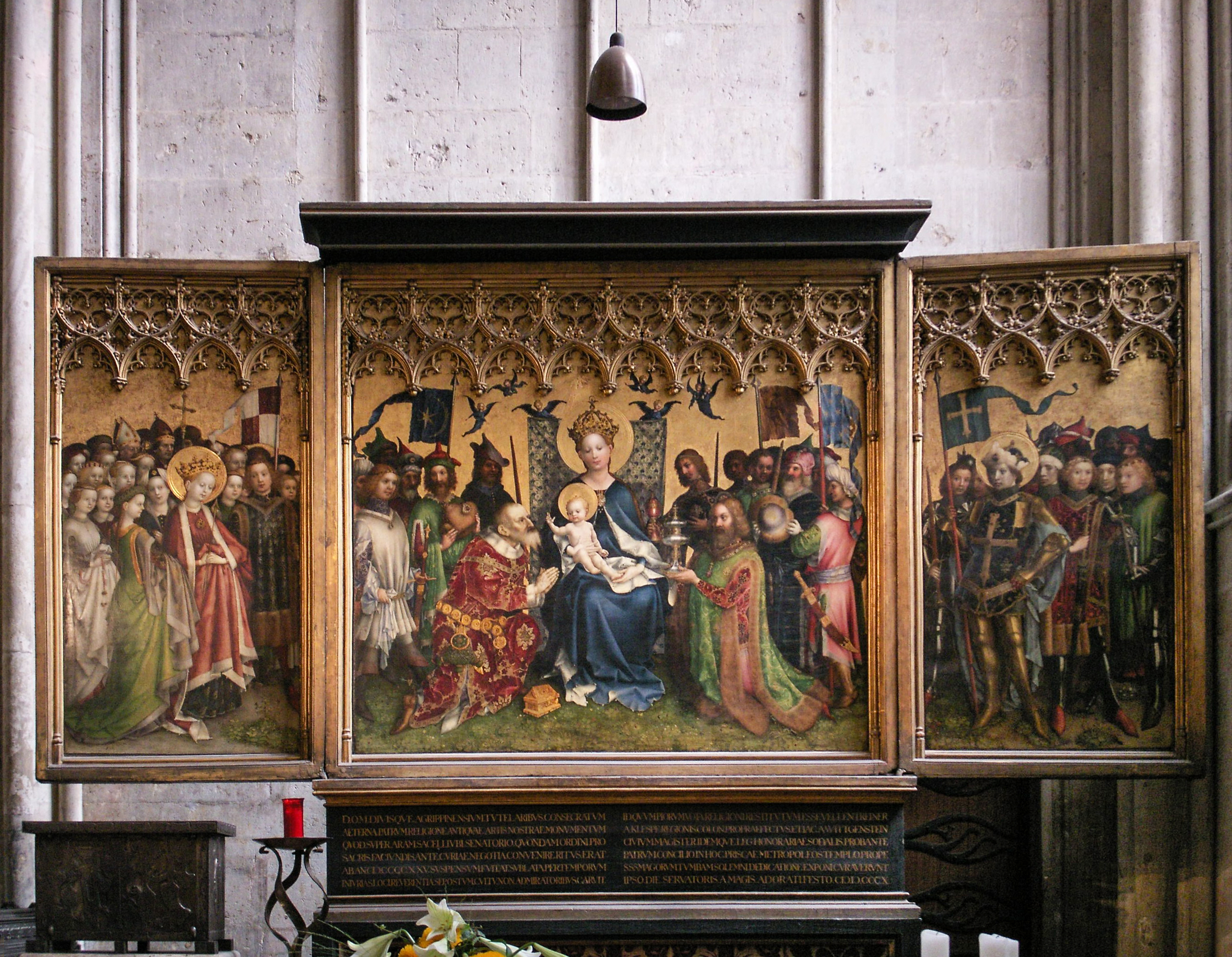
Retablo de los santos patronos de Colonia, de Stefan Lochner, ca. 1440.

Bautismo de Cristo, del Maestro del altar de San Bartolomé, c. 1485/1500.

Tras los primeros siglos del estilo, en que son destacables algunos vitrales y la iluminación de manuscritos, en el siglo XIV llegó a Europa central la influencia de la pintura gótica italiana y el predominio de la pintura sobre tabla (retablos o "piezas de altar" -Altar-). En esa época, además de Martin Schongauer y la escuela de Colonia (Stefan Lochner, Guillermo de Colonia), destacó la formación de un importante centro artístico en Bohemia, en torno a la corte del emperador Carlos IV de Luxemburgo en Praga (Maestro Theodoric). A partir del siglo XV se nota la influencia de los primitivos flamencos, especialmente de Roger van der Weyden.

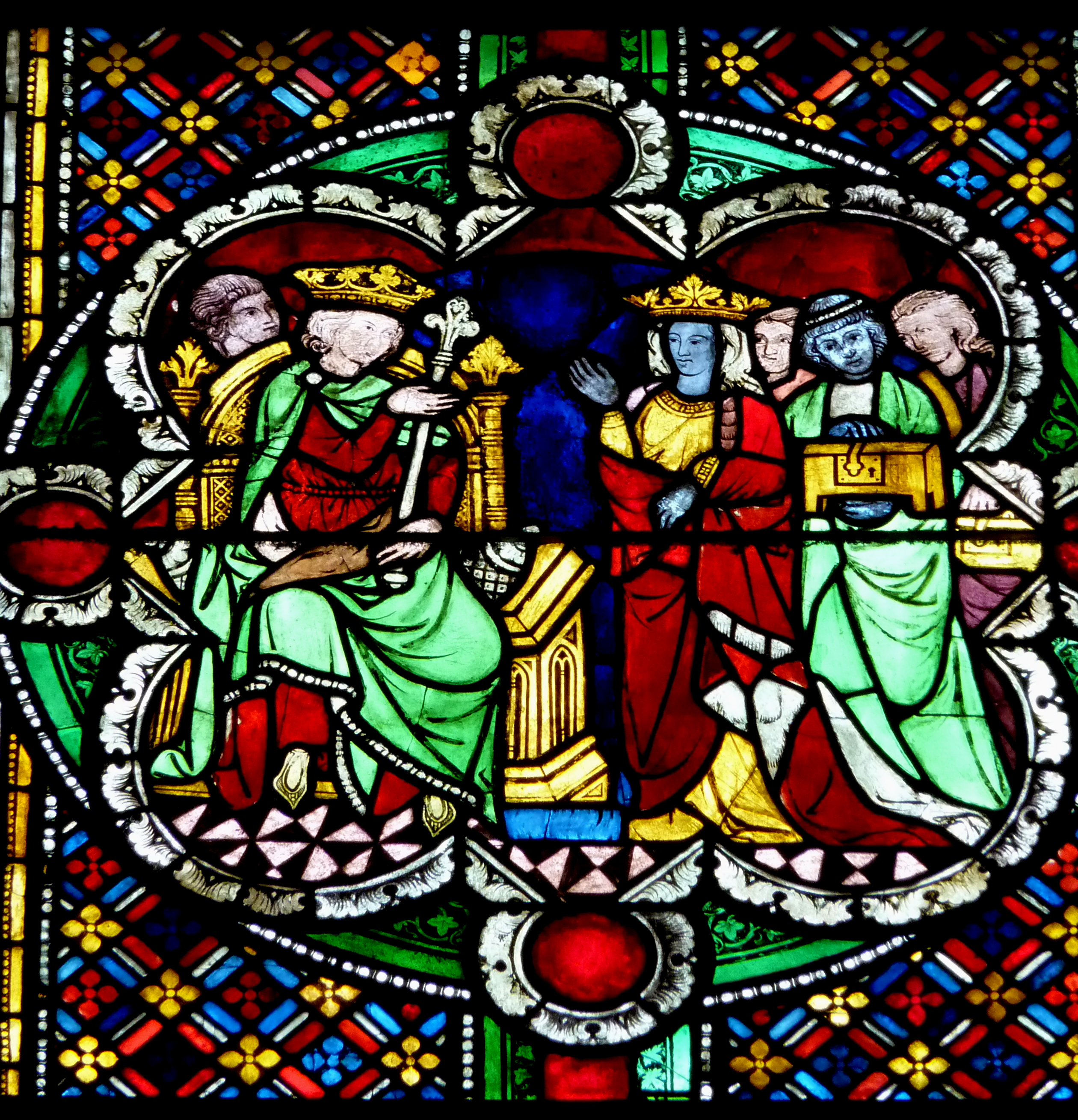
Vitral de la catedral de Colonia, ca. 1250-1260.
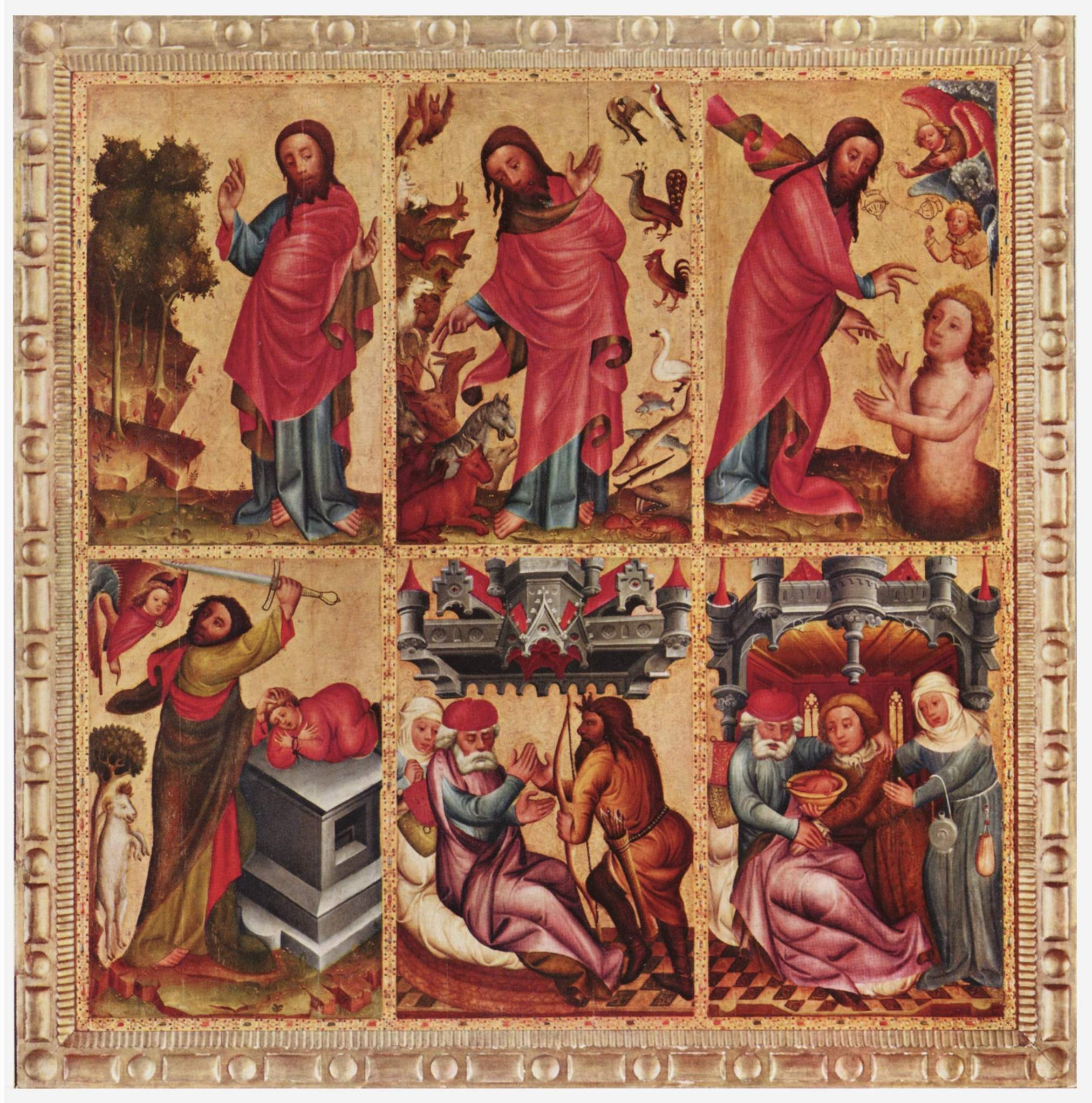
Uno de los paneles del retablo de Grabow, del Maestro Bertram, 1375-1383.
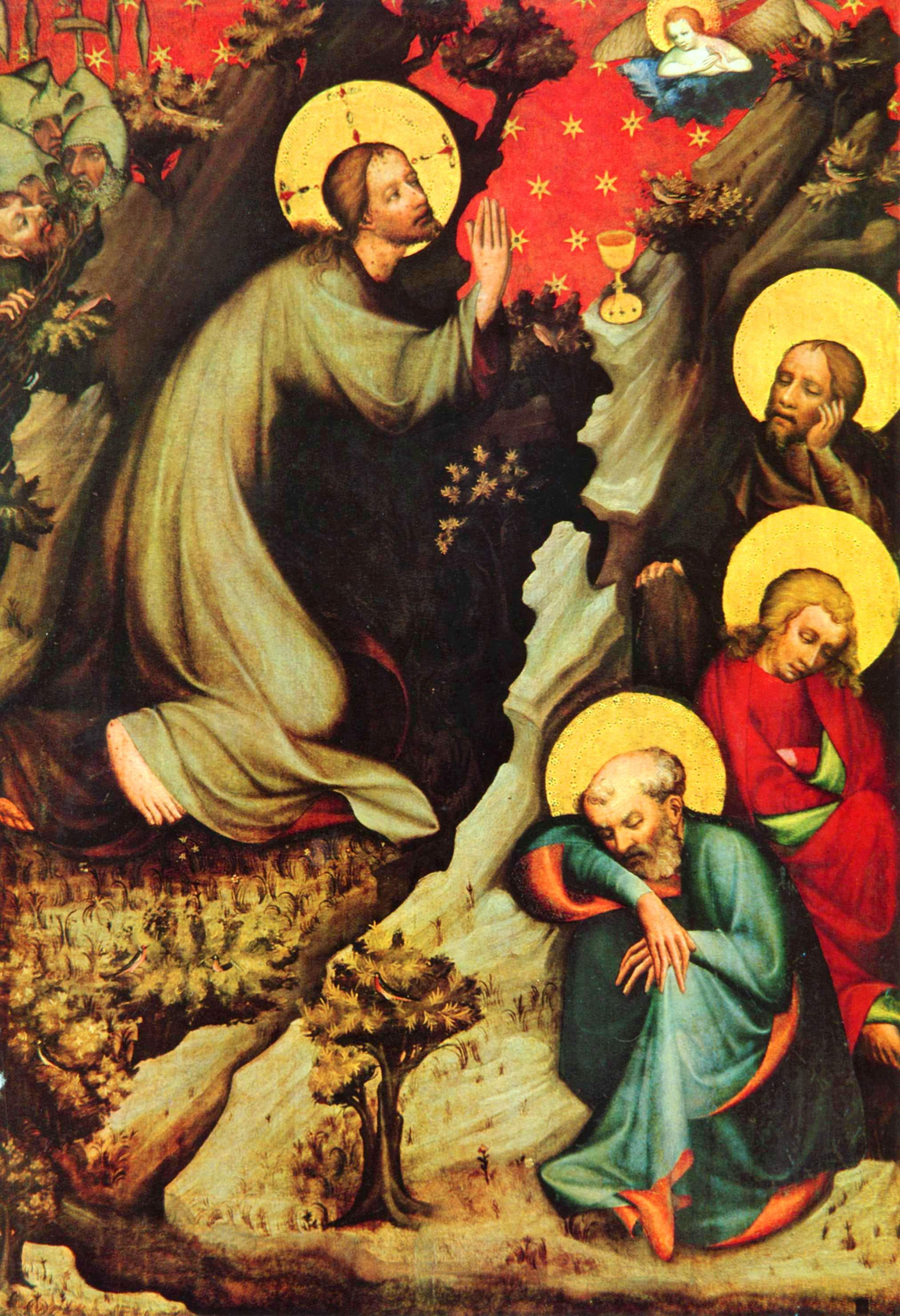
Detalle del retablo que da nombre al Maestro de Trebon o Wittingau, 1380-1390.
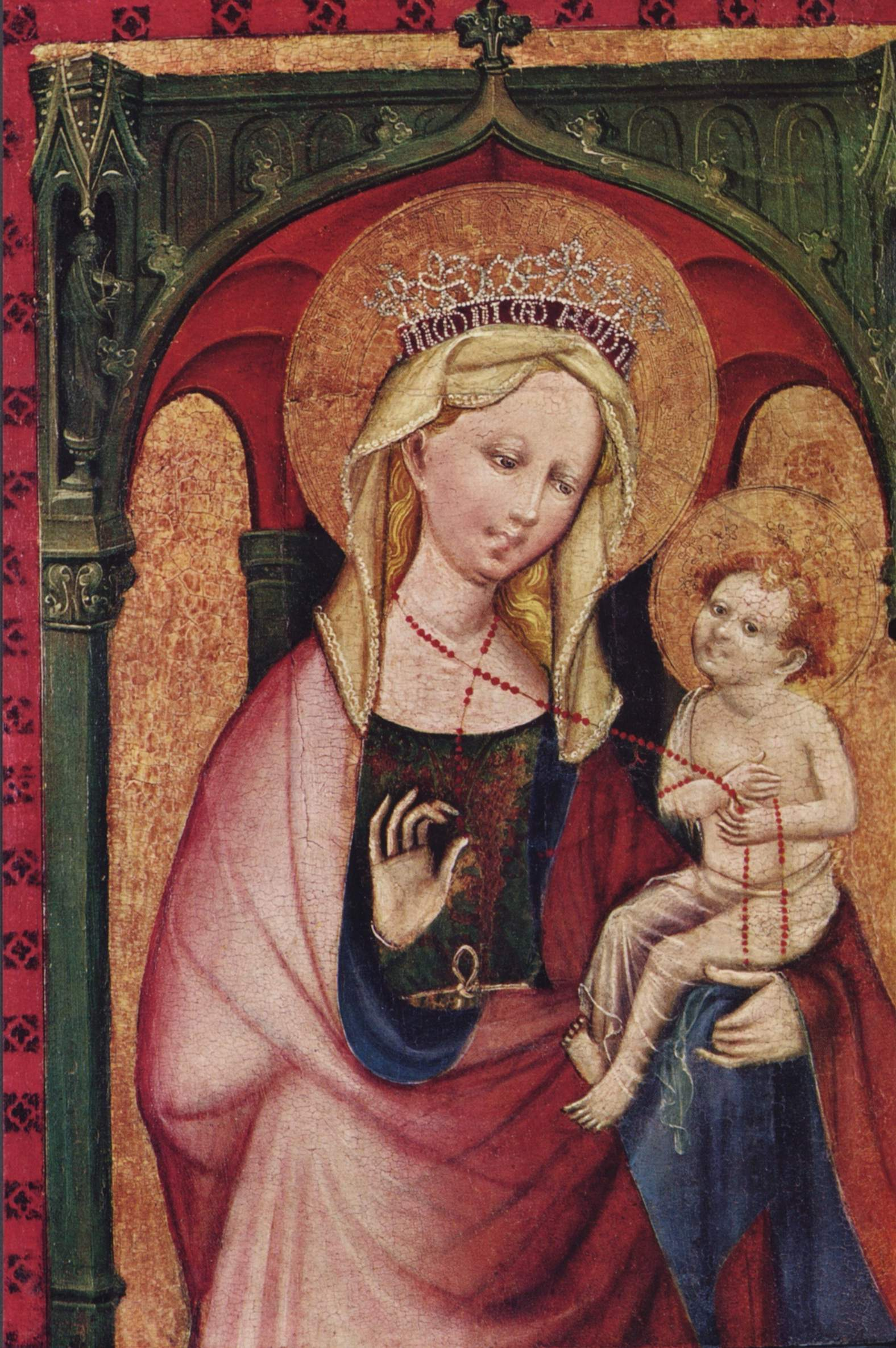
Detalle del retablo que da nombre al Maestro del altar Fröndenberger,[14] ca. 1400.
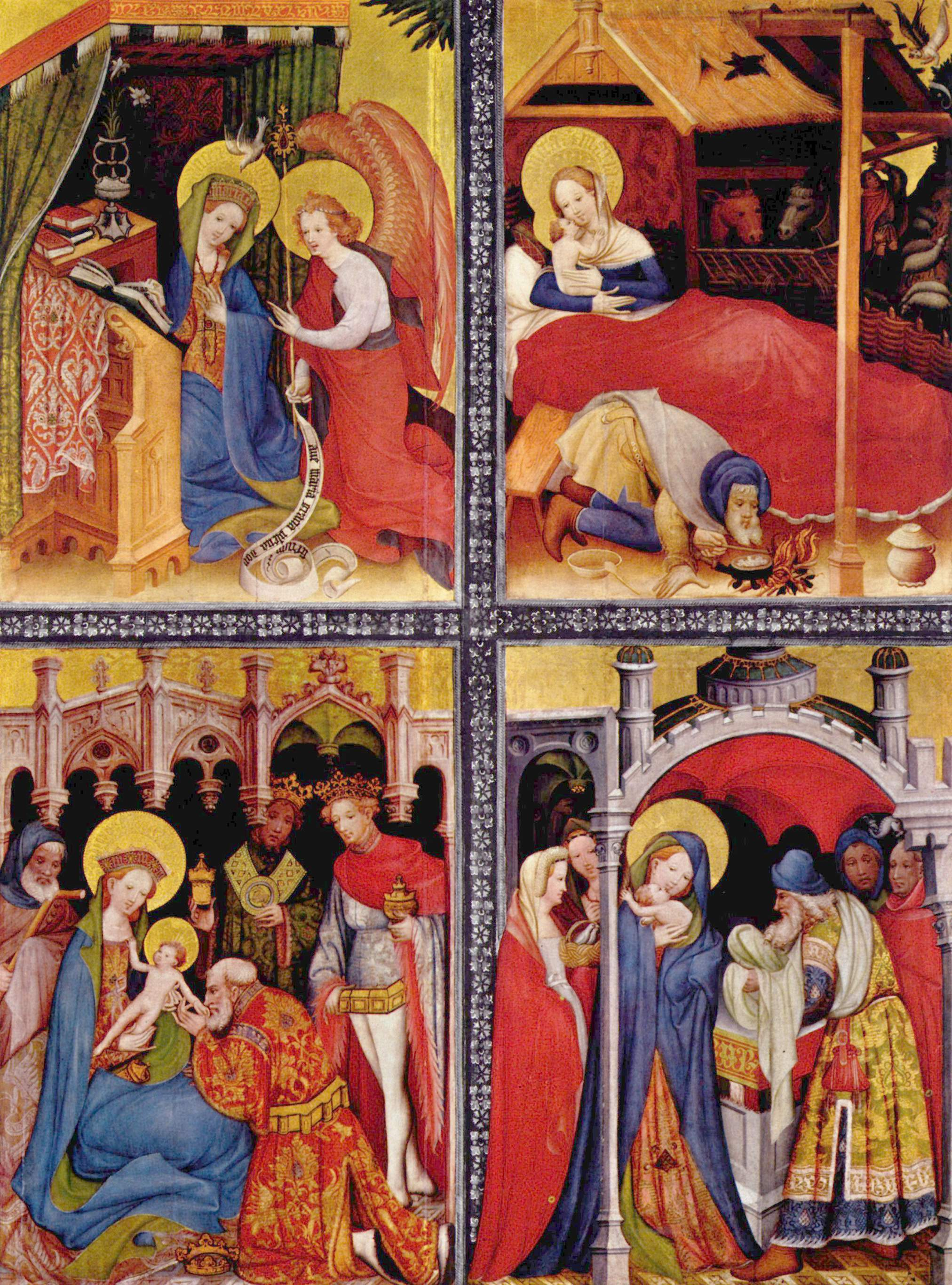
Detalle de un retablo de Conrad Soest, 1403.
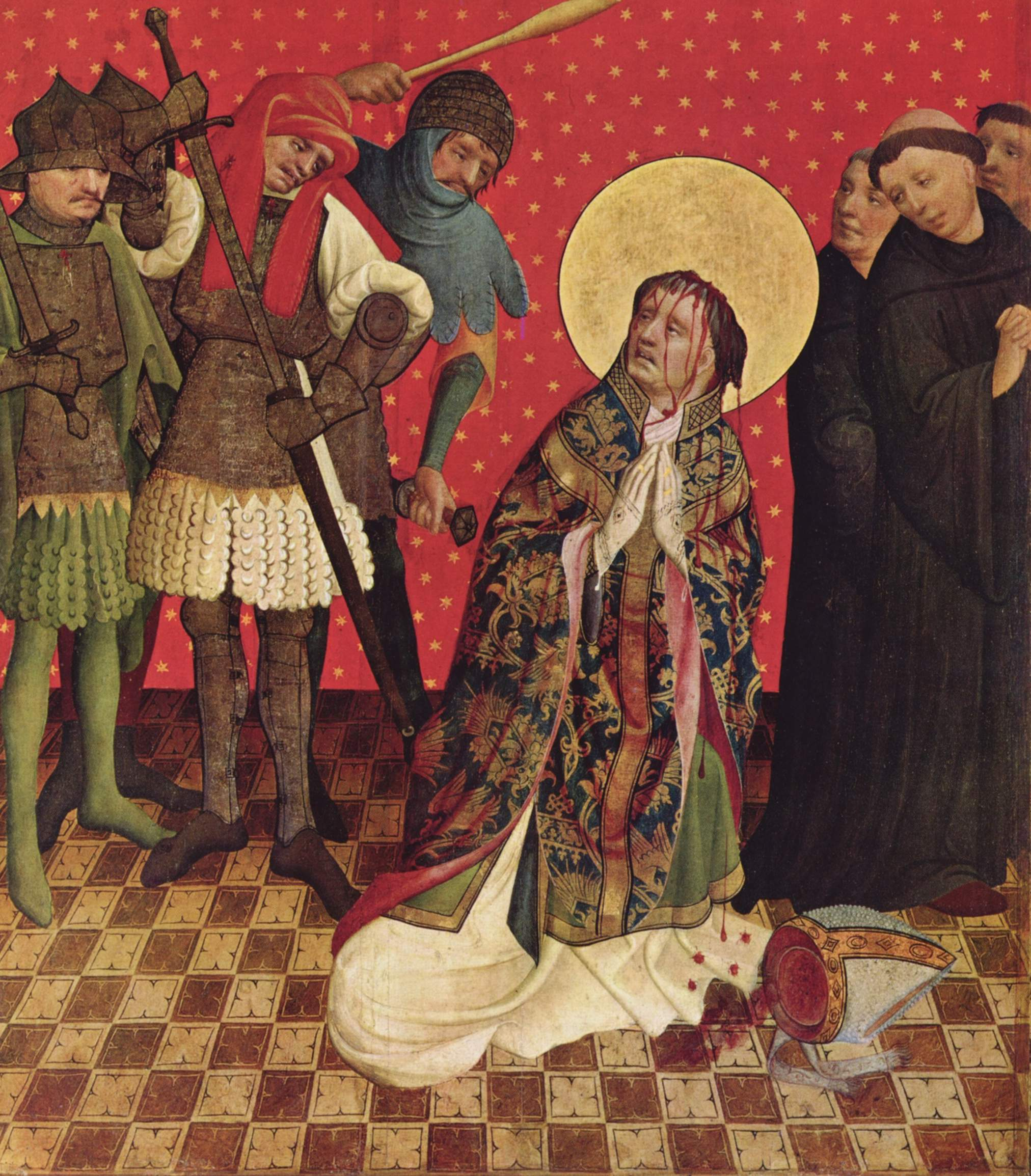
Detalle del retablo de Santo Tomás Beckett, del Maestro Francke, 1424.
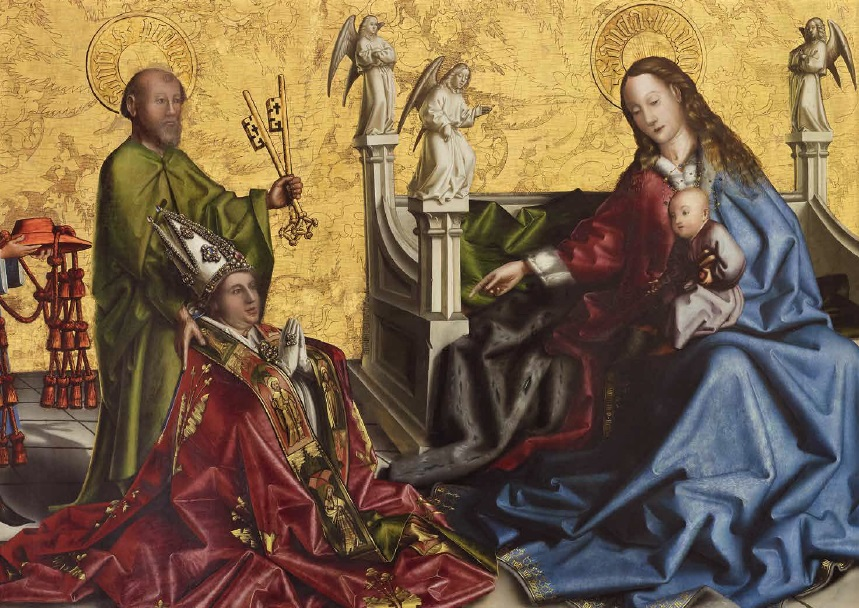
Presentación del cardenal de Mies a la Virgen, de Konrad Witz, 1443-1444.
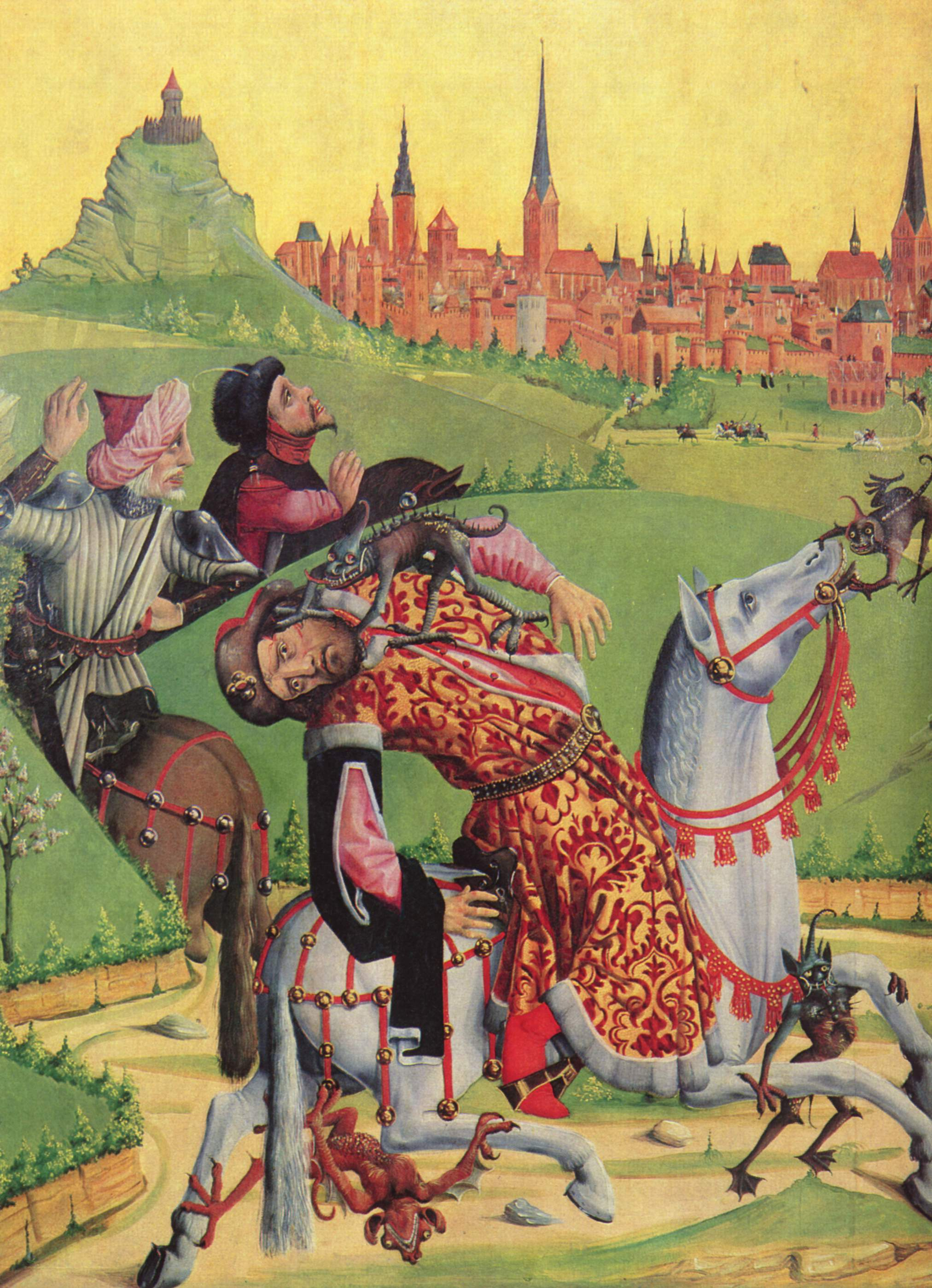
Detalle del retablo de San Nicolás de Lüneburg,[15] de Hans Bornemann, 1444-1447.
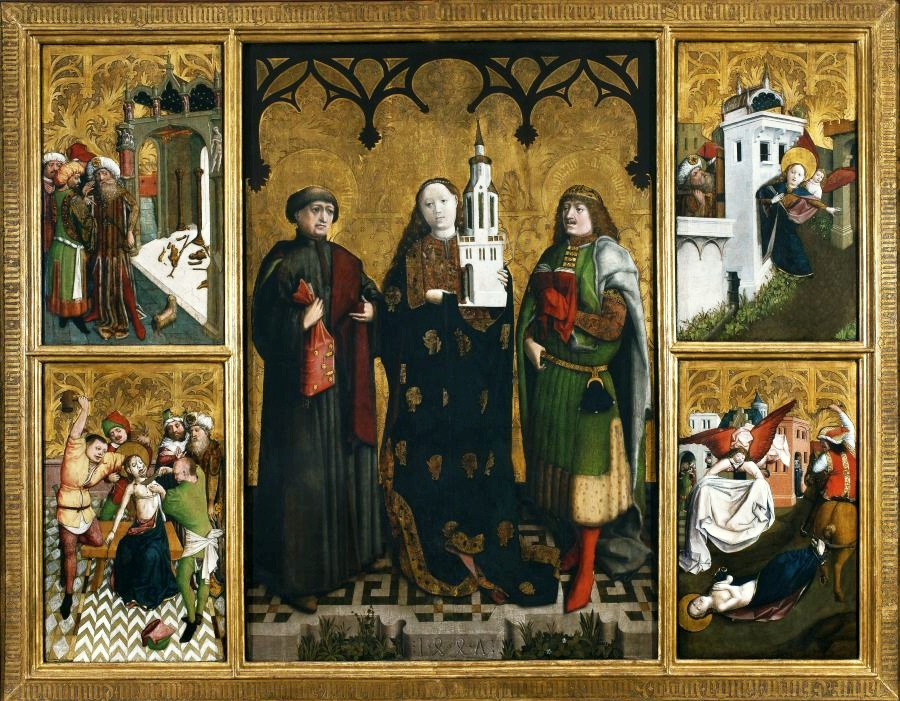
Retablo o "altar de Santa Bárbara"[16] (1447), que da nombre al Maestro del retablo de Santa Bárbara,[17] identificado probablemente con Wilhelm Kalteysen,[18] pintor de Aquisgrán, activo en Colonia, Países Bajos y Wroklaw entre 1420 y 1496.
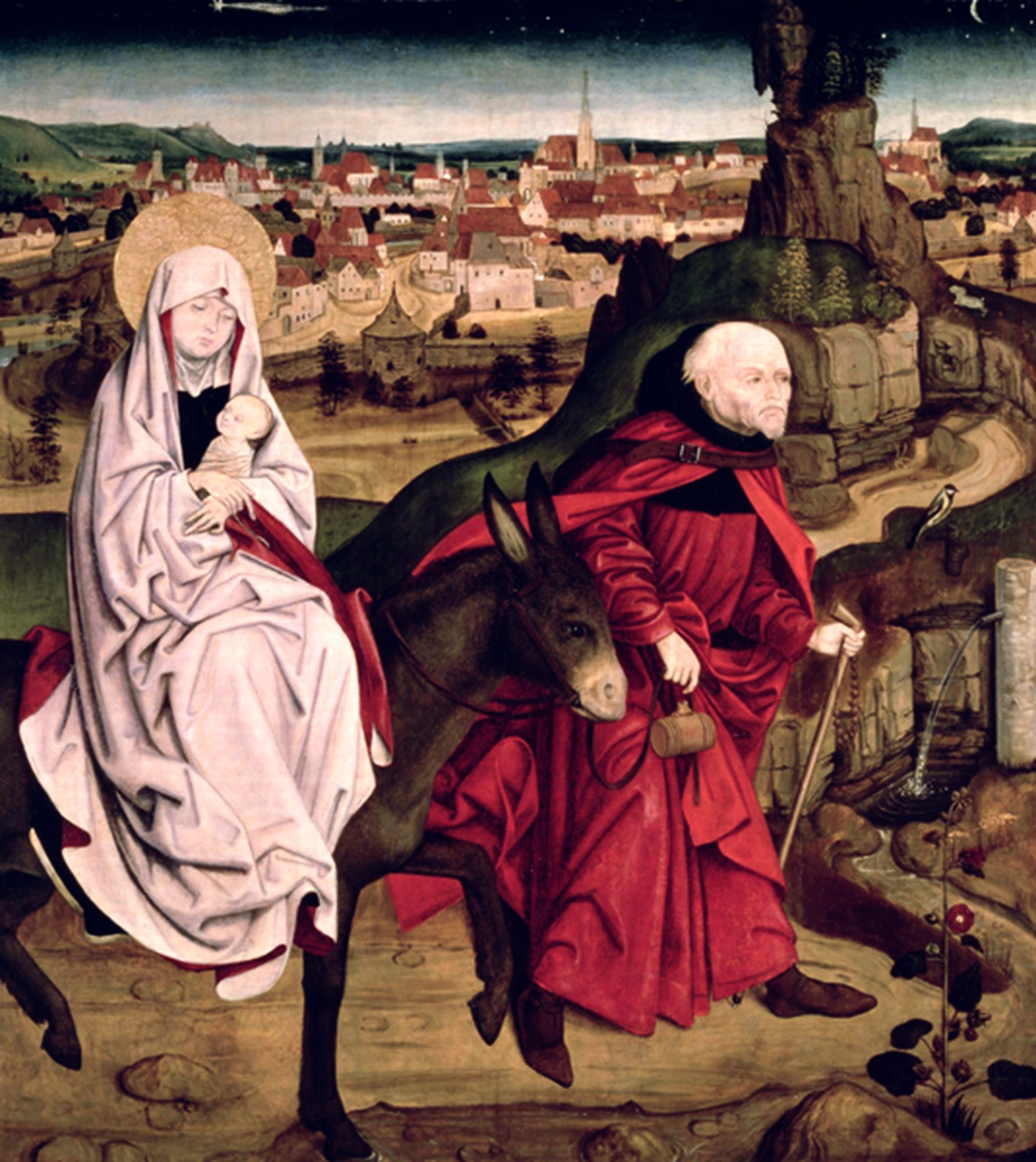
Detalle del retablo que da nombre al Maestro del altar Schotten de Viena,[19] ca. 1475.

Los maestros del Pleno Renacimiento, que ya recogen la influencia del Renacimiento italiano e incluso del Manierismo, mantienen no obstante una fuerte continuidad con las tradiciones pictóricas del Gótico centroeuropeo:

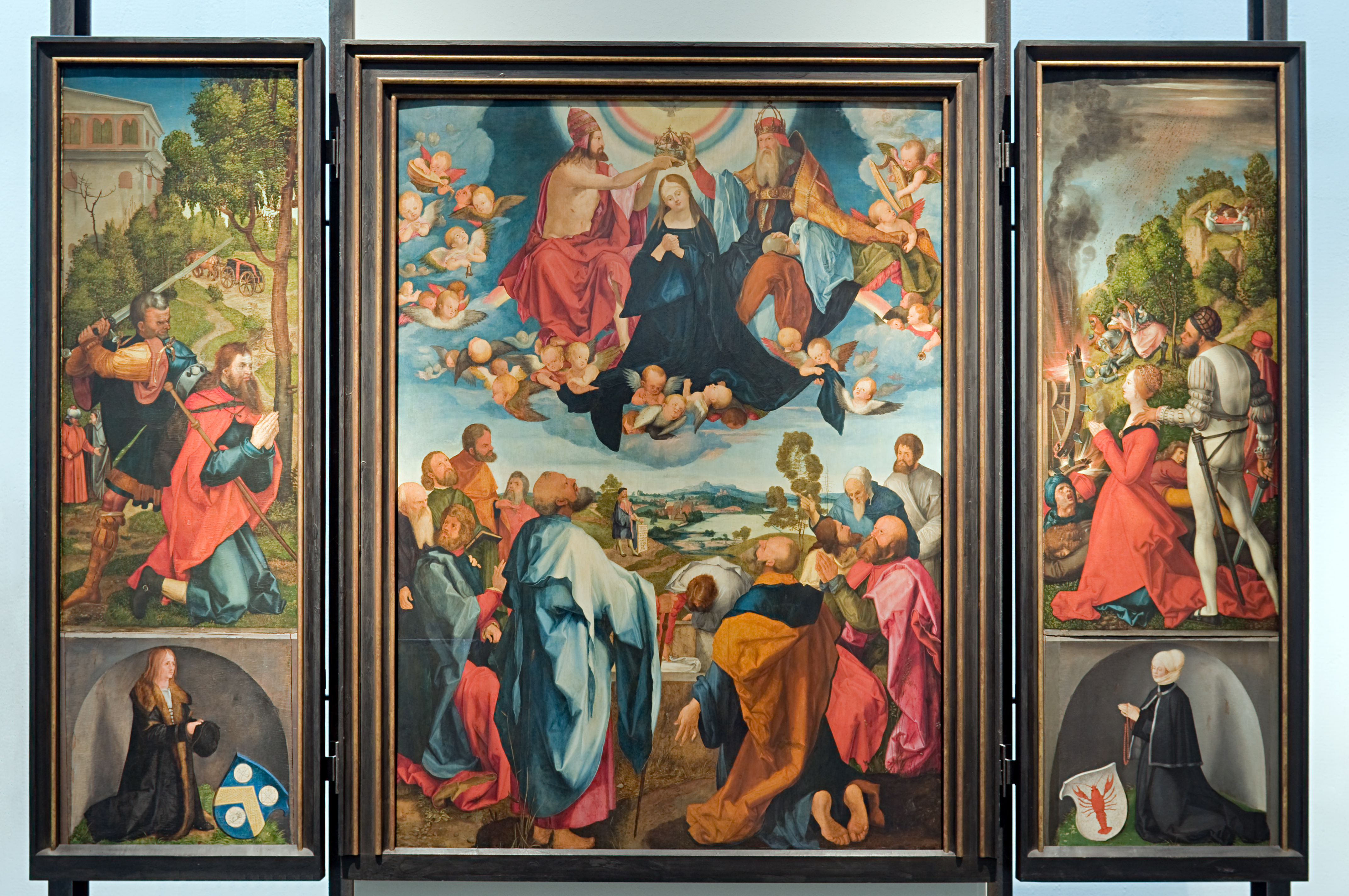
Retablo o "altar Heller",[20] de Durero, 1507-1509.
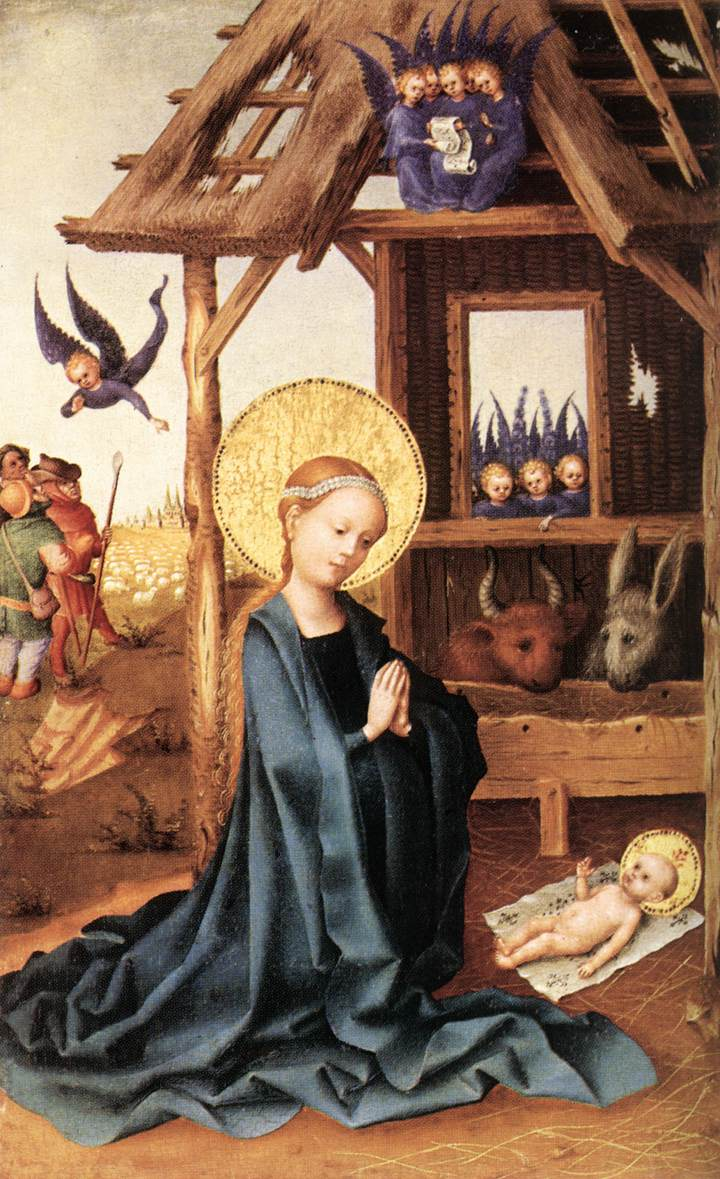
Adoración del Niño Jesús (1445), Pinacoteca Antigua de Múnich.
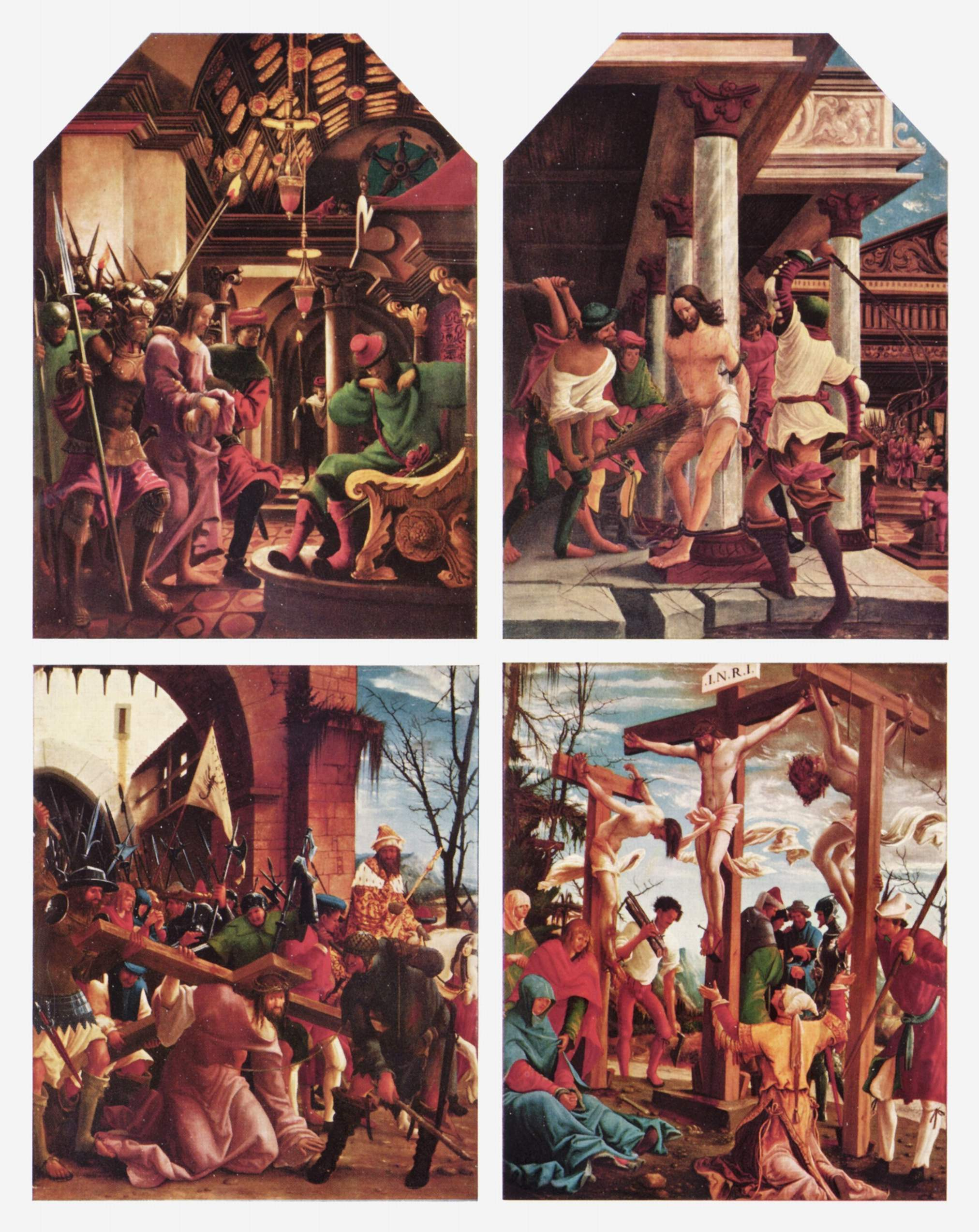
Retablo o "altar de San Sebastián", de Altdorfer, 1509-1518.
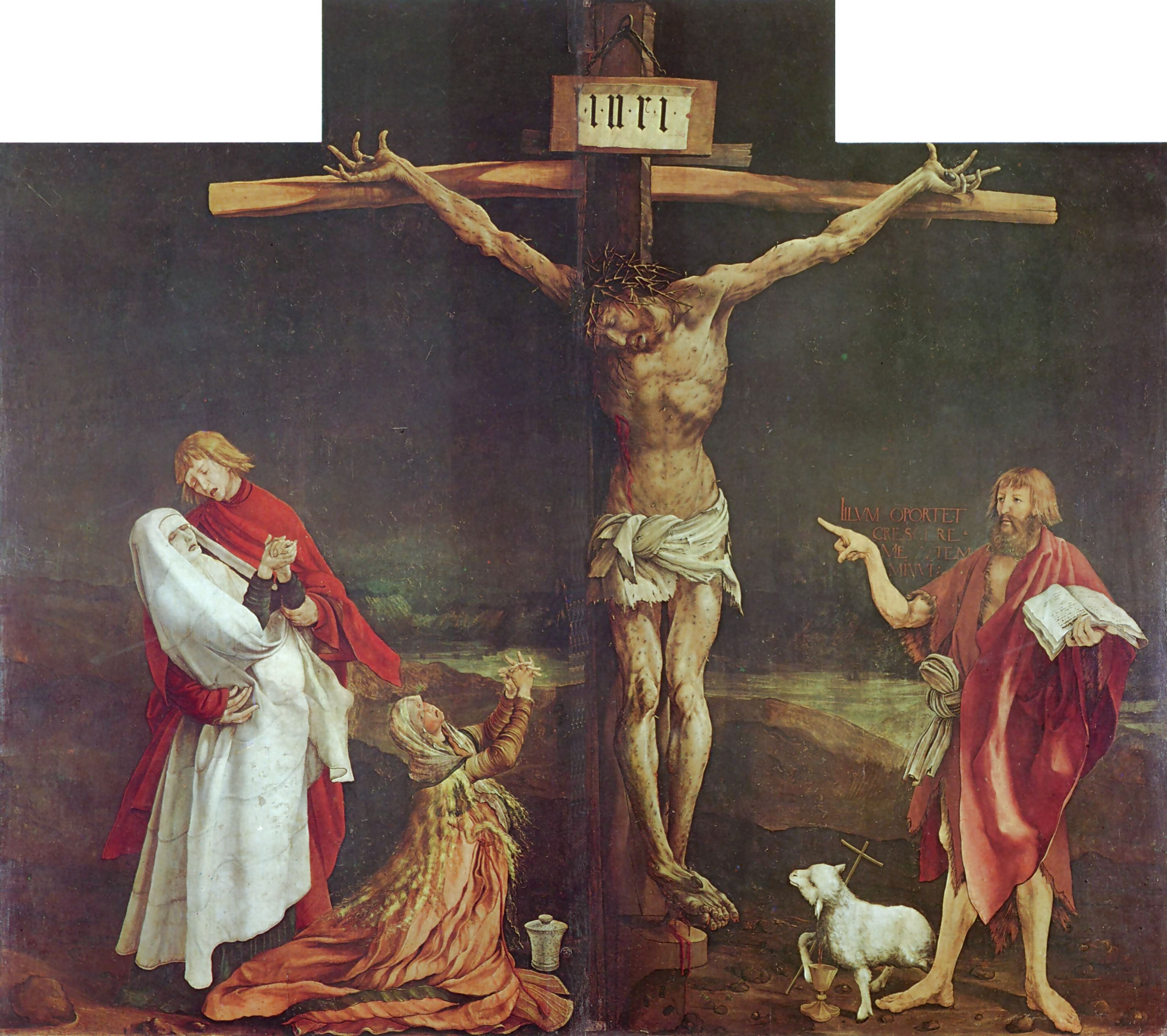
Retablo o "altar de Isenheim", de Grünewald, 1512-1516.

## Escultura

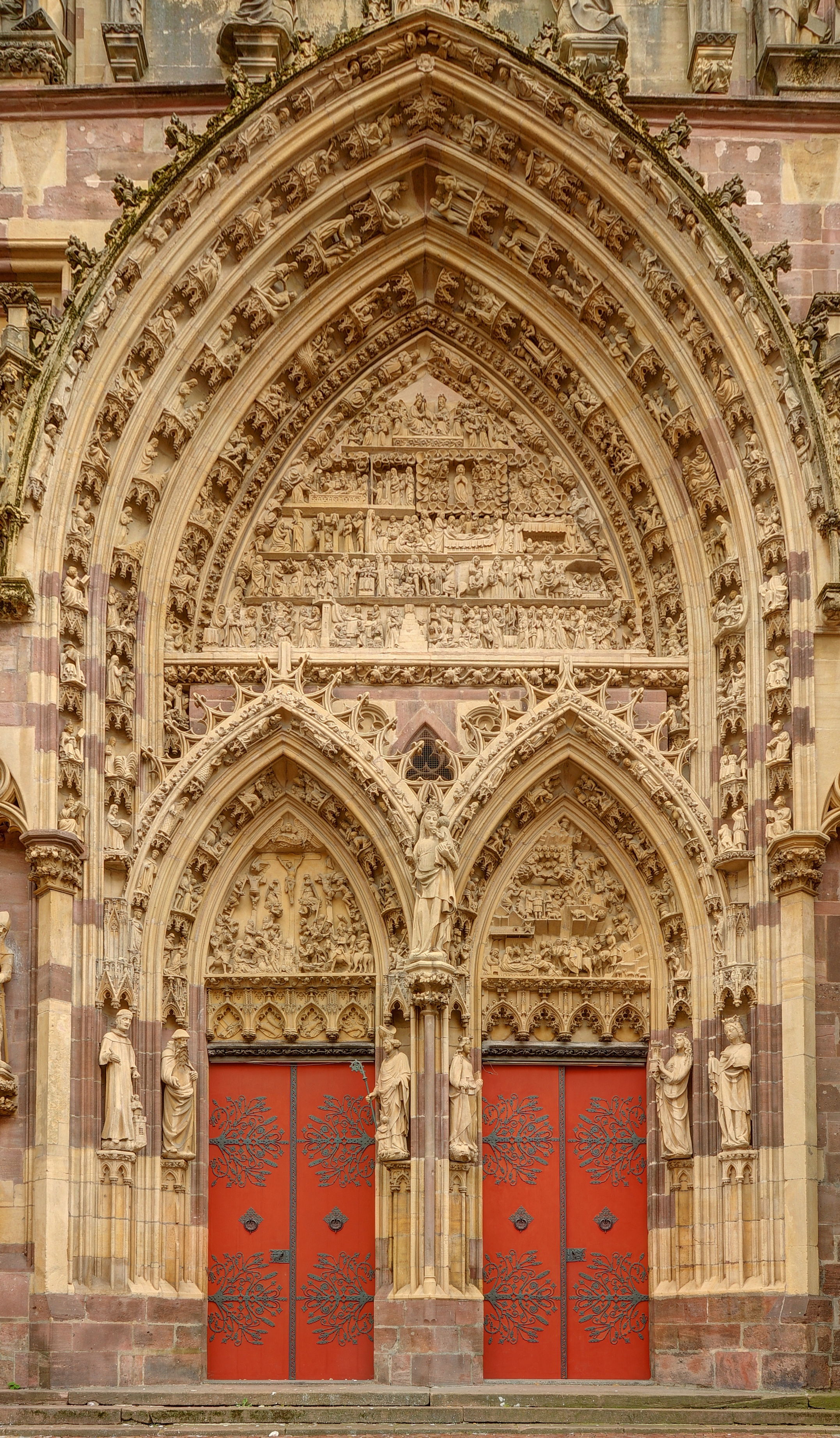
Portada de la colegiata de San Teobaldo de Thann.

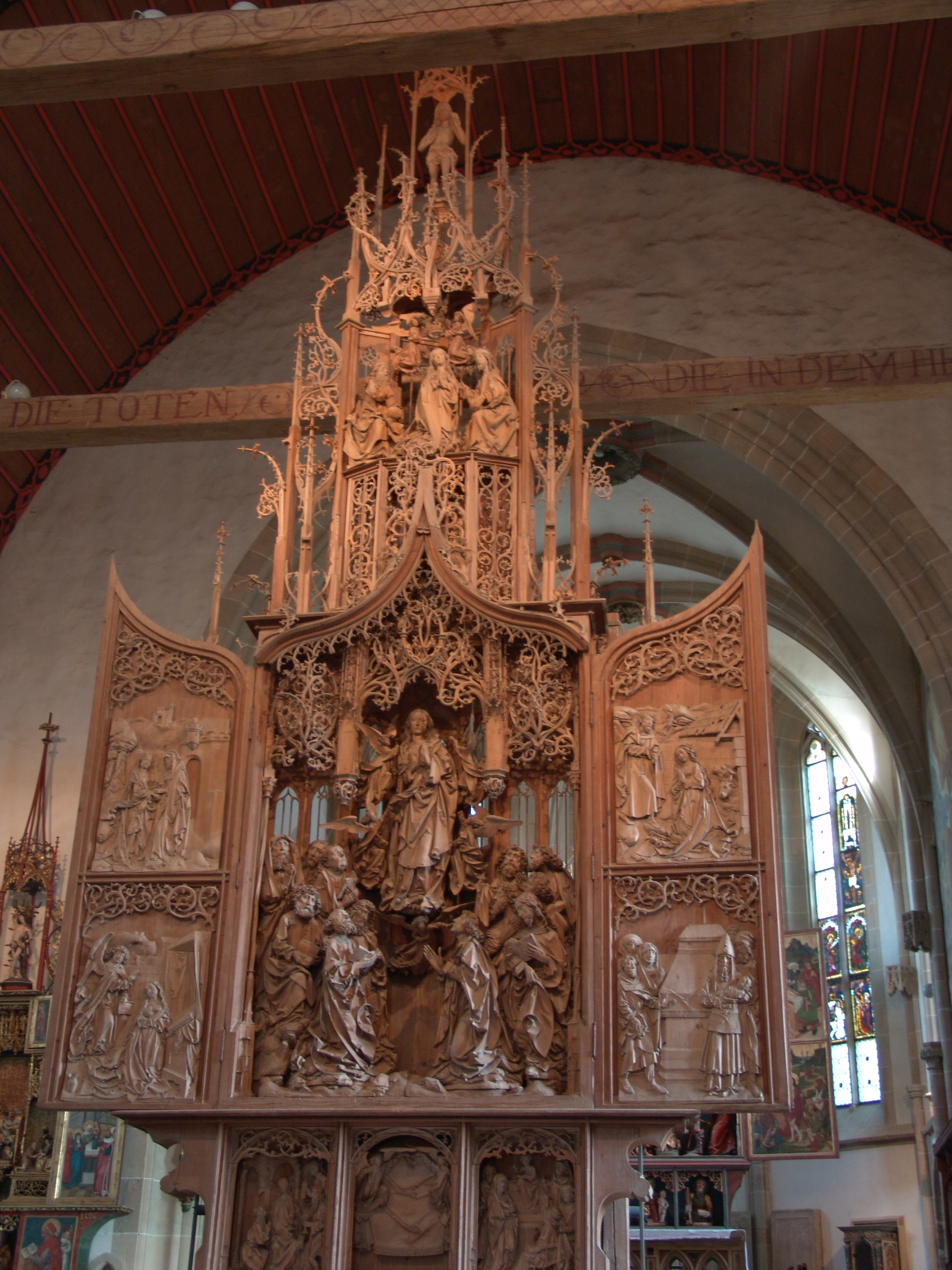
Retablo tardogótico de Tilman Riemenschneider.

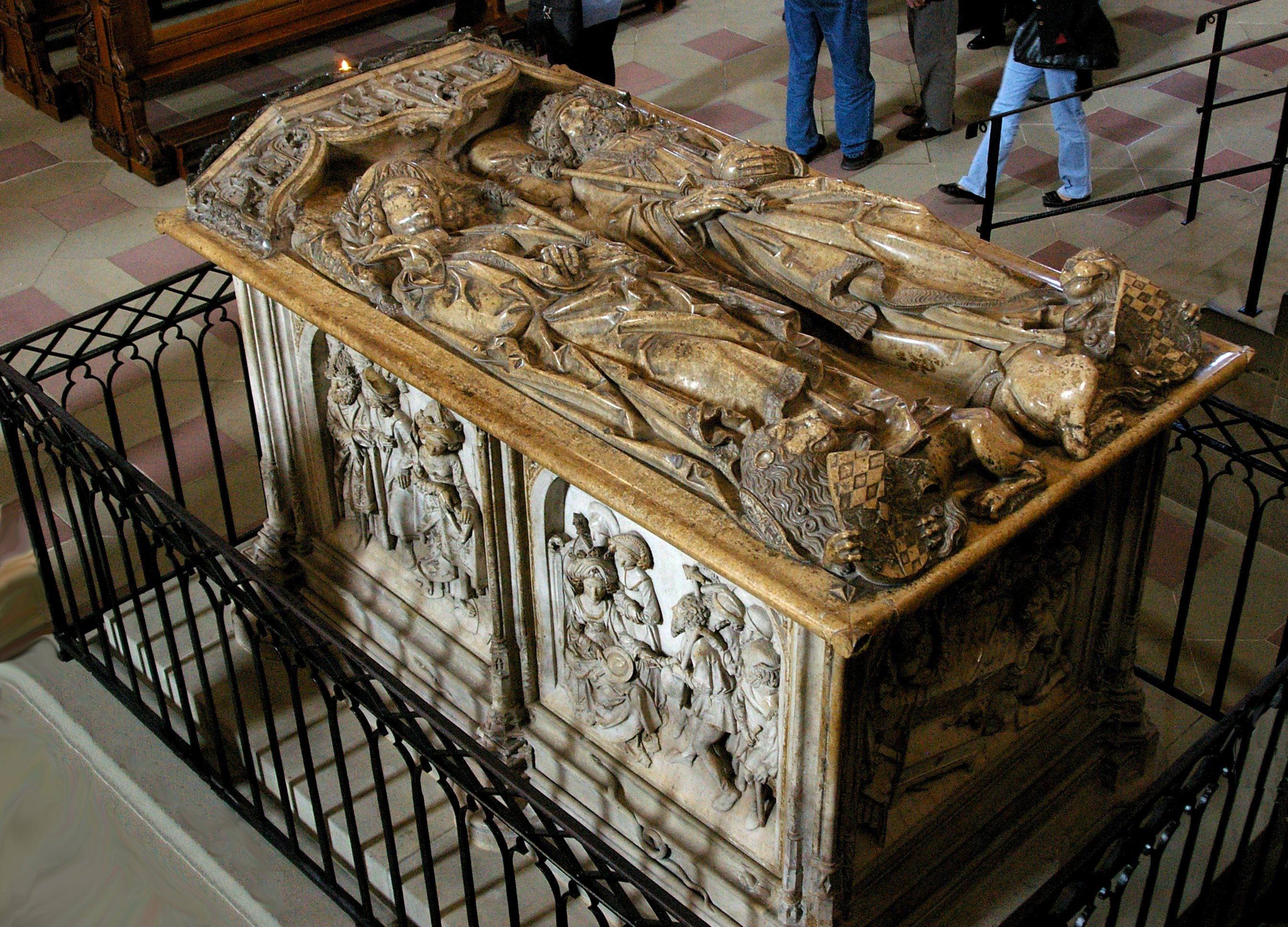
Tumba imperial de Enrique II y Cunegunda en la catedral de Bamberg, de Tilman Riemenschneider, 1499-1513.

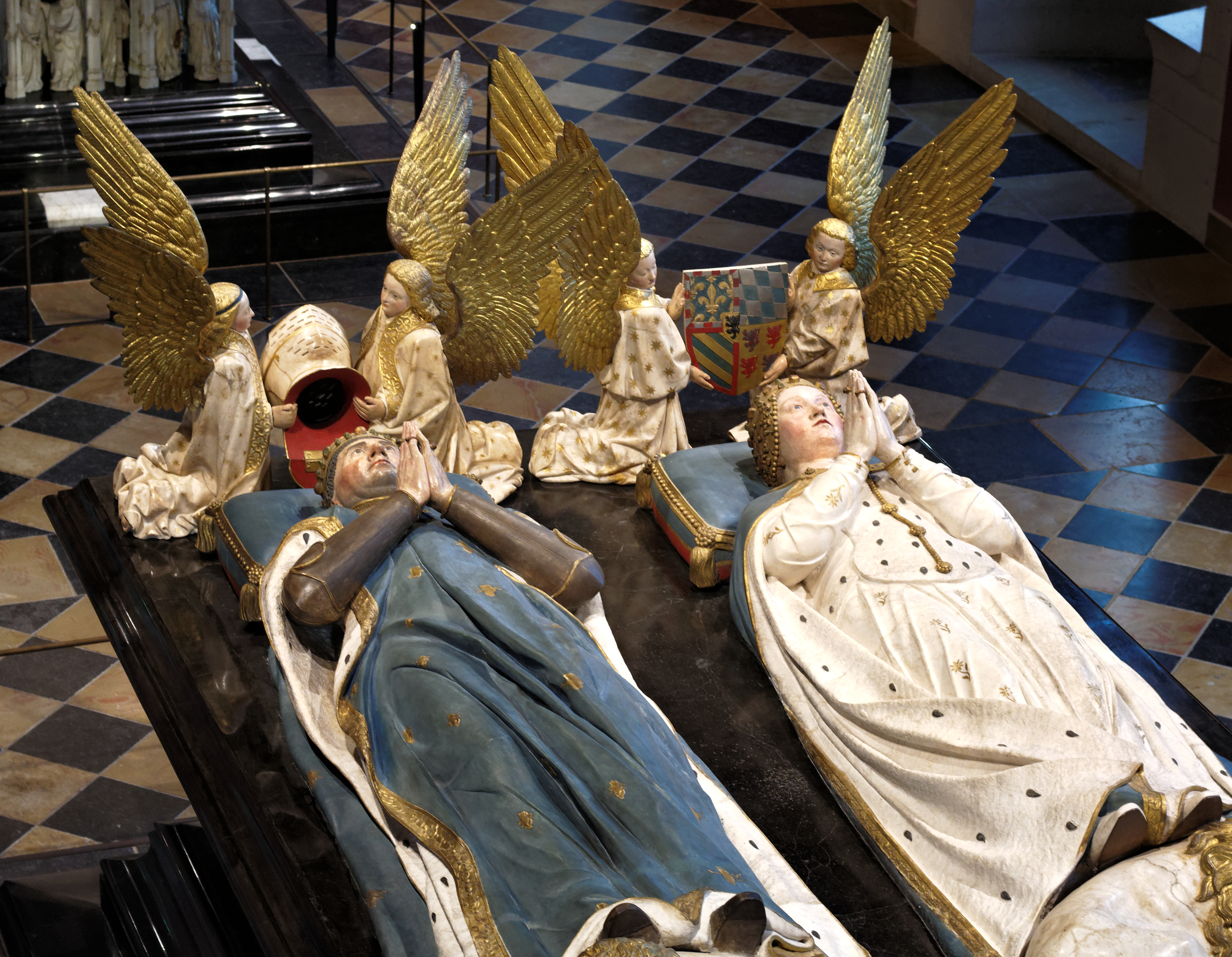
Tumba de los duques de Borgoña Juan Sin Miedo y Margarita de Baviera, de Claus Sluter.

El programa escultórico de la Puerta Dorada (Goldene Pforte) de la catedral de Freiberg (ca. 1225), todavía en tímpano y arquivoltas románicas, de medio punto, representa el inicio en Alemania de la nueva sensibilidad gótica. Es en la catedral de Bamberg donde se realizó el mayor conjunto escultórico del siglo XIII, culminando en el jinete de Bamberg (1240, adosado a uno de los pilares de la catedral, que podría ser un retrato del emperador Federico II). Poco después se realizó el jinete de Magdeburgo (ca. 1250, un bulto redondo en arenisca, que podría ser un retrato del emperador Otón I, cuya ubicación original no está esclarecida, aunque pudo ser una estatua pública que presidiera la plaza del mercado, simbolizando la libertad de la ciudad frente al arzobispo). Son las primeras estatuas ecuestres a tamaño natural del arte occidental desde la Antigüedad. En la catedral de Naumburgo destaca el coro occidental (Westlettner), incluyendo las estatuas de los comitentes (Naumburger Stifterfiguren), obra del llamado Maestro de Naumburgo, de mediados del siglo XIII.
Desde el siglo XIV se produce una mayor demanda de imágenes devocionales que responden a la nueva espiritualidad; mientras que en el XV se difunden, especialmente por el norte de Alemania, las representaciones Weicher Stil ("estilo suave") de la Virgen con el Niño propias del Gótico internacional (schönen Madonnen -"bellas Madonnas"-).
La escuela de Suabia destacó por su intensidad patética, con un virtuosismo y gusto por lo exagerado, lo pintoresco y lo expresivo que llega hasta la caricatura. Los tipos humanos tienden a ser populares, sin idealismo, lo que se interpreta como algo propio del gusto burgués. Se registran los nombres de un buen número de escultores que se desplazaron a trabajar a distintas regiones alemanas y de toda Europa Central, e incluso llegaron a Inglaterra, Suecia y Dinamarca: Tilman Riemenschneider, Michael Pacher, Bernt Notke, Veit Stoss o Adam Kraft.

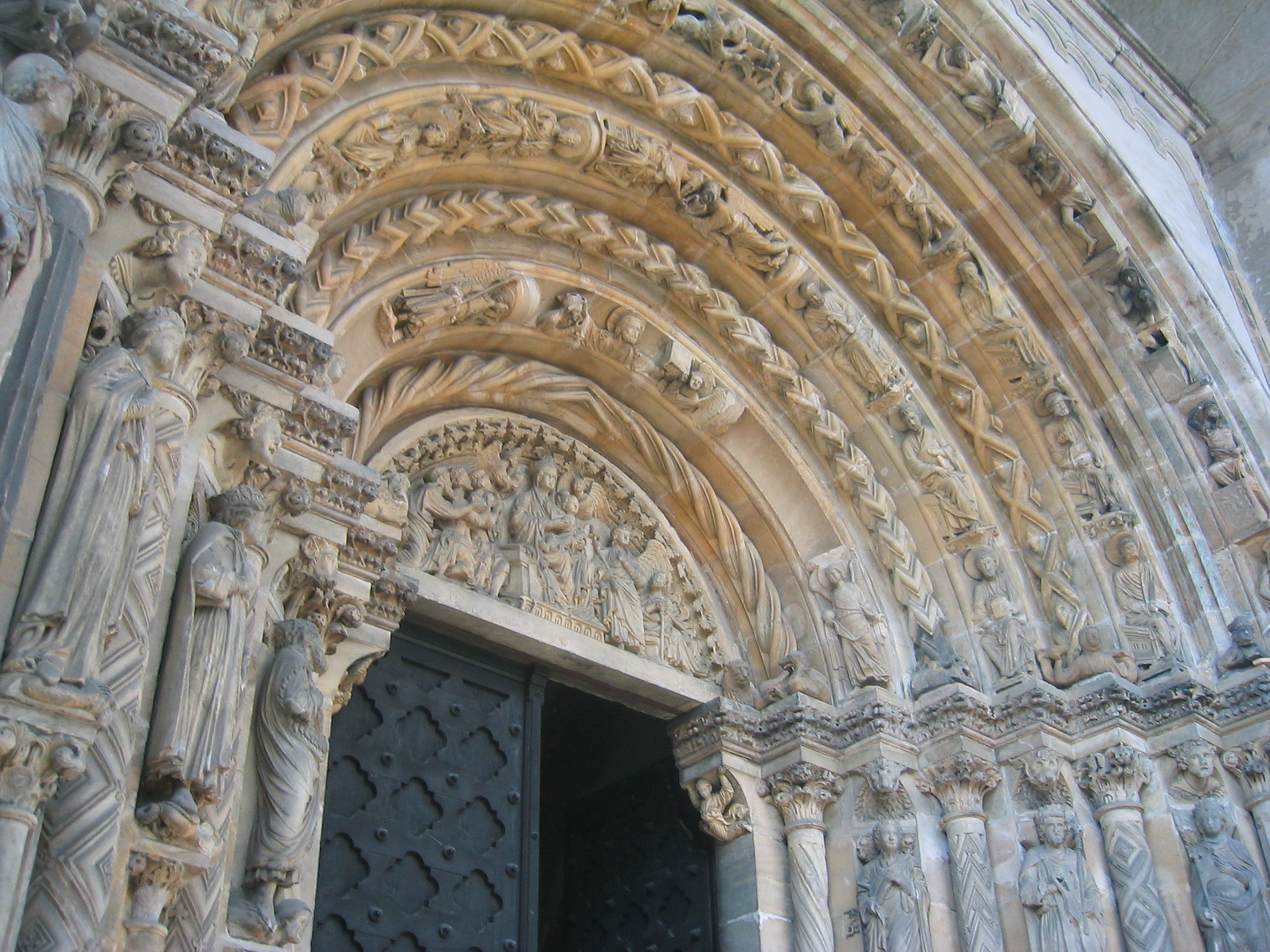
Puerta Dorada de la Catedral de Freiberg.
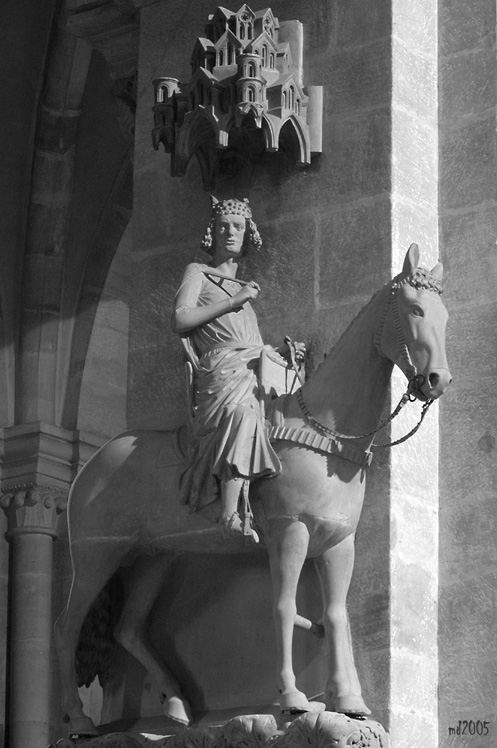
El "jinete de Bamberg".
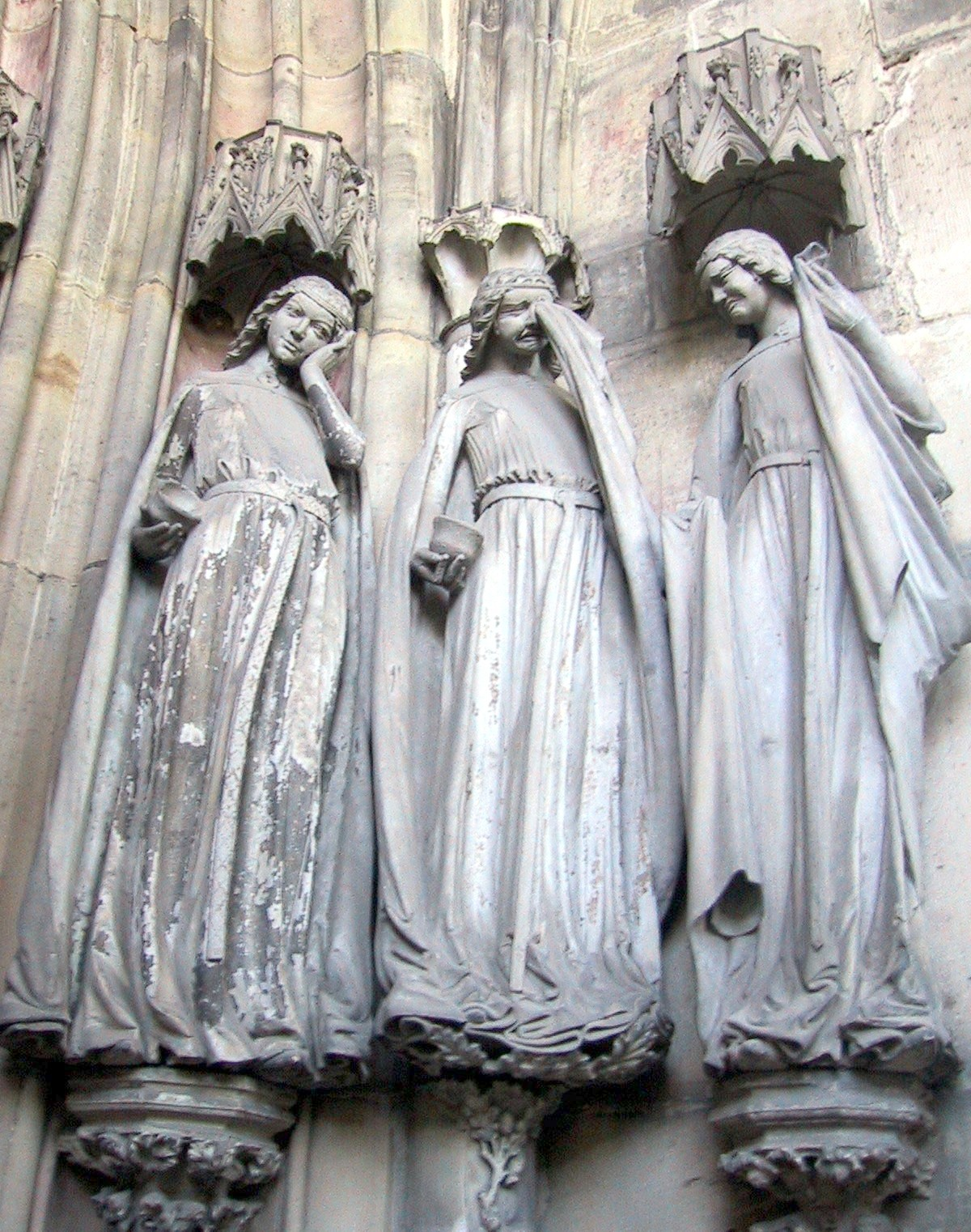
Las "vírgenes necias" de la Catedral de Magdeburgo.
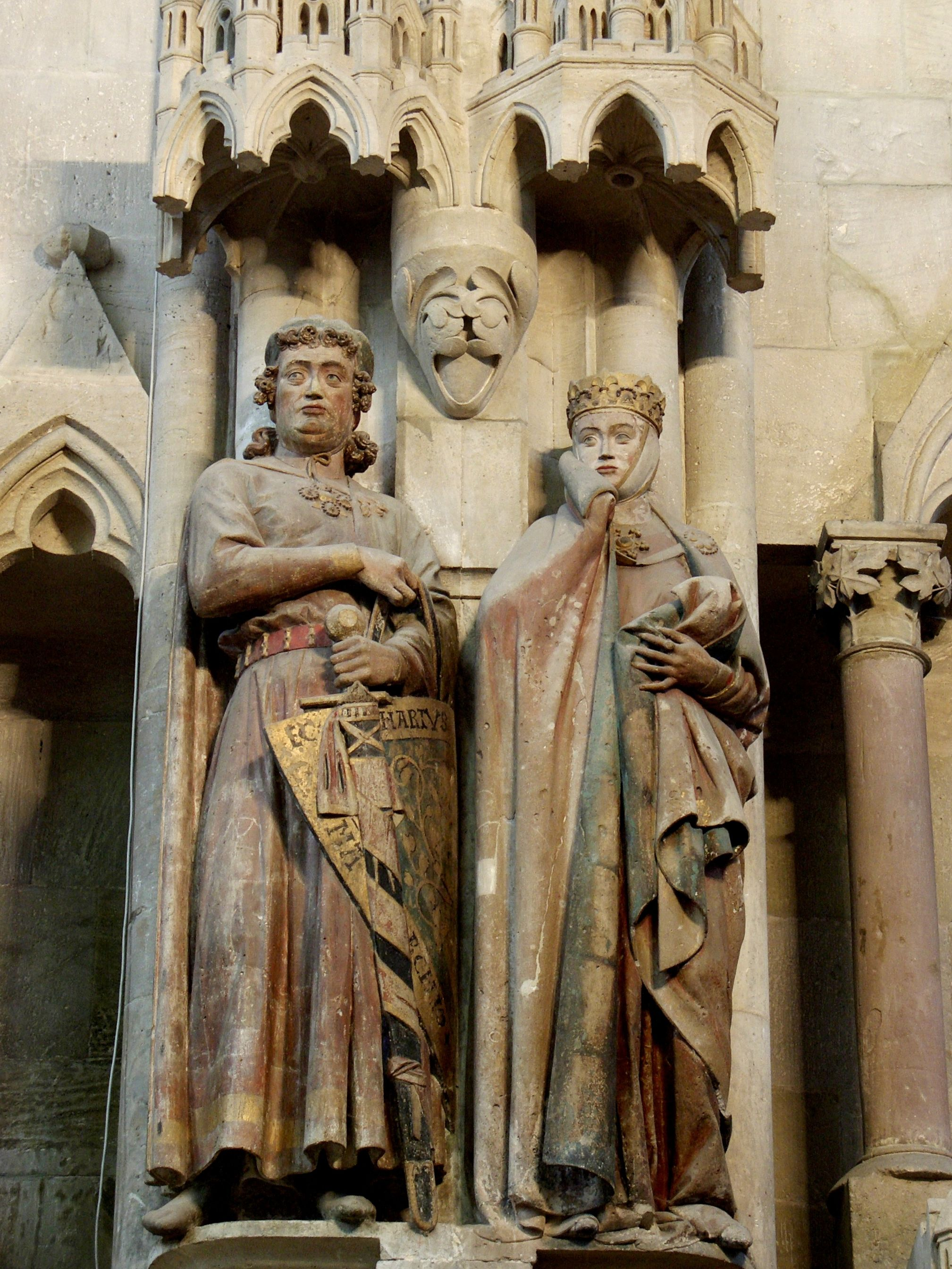
Estatuas de Ekekhard de Meissen y su esposa Uta en la catedral de Naumburgo, del Maestro de Naumburgo.
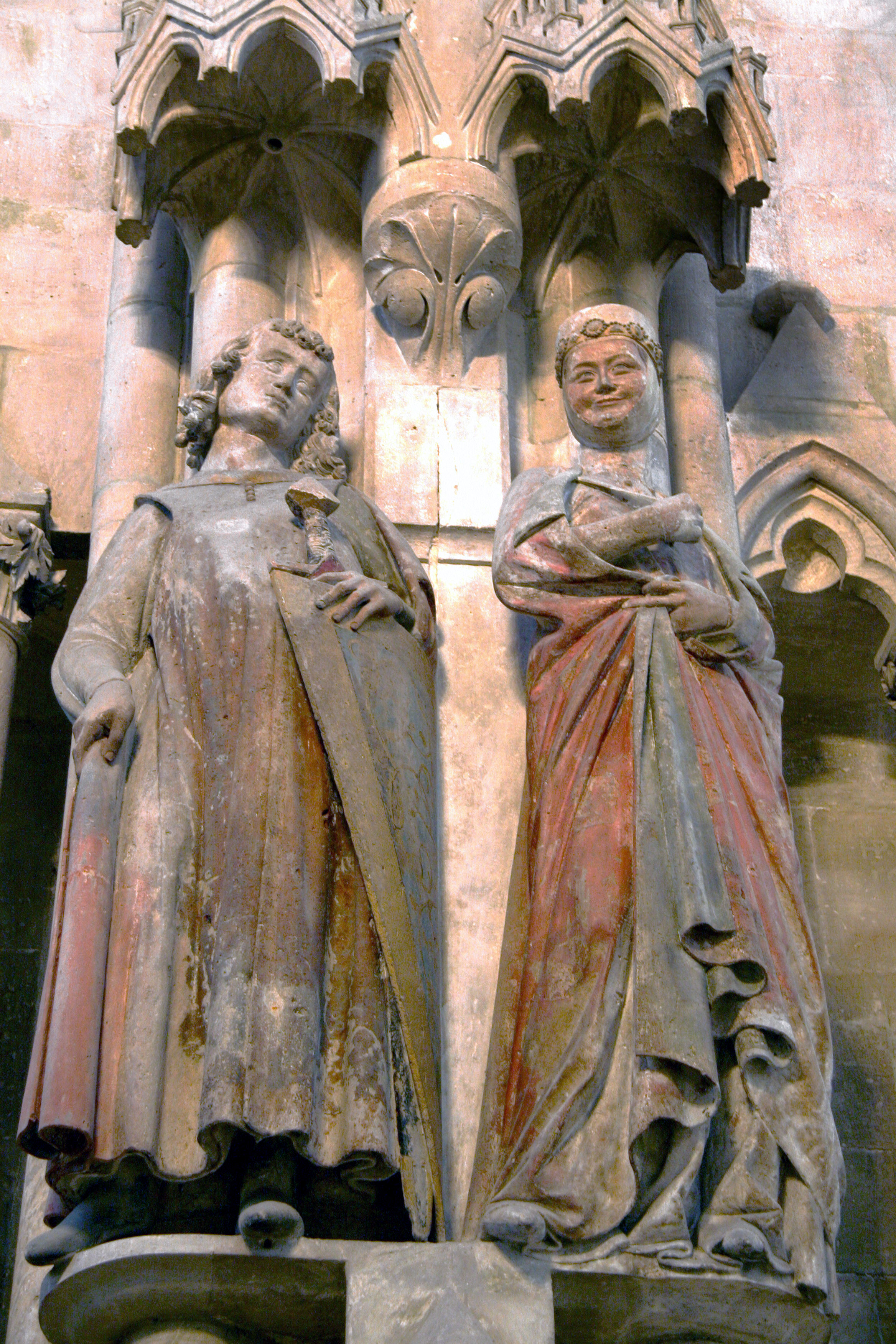
Estatuas de Hermann von Meißen y su esposa Reglindis, mismo autor y ubicación.
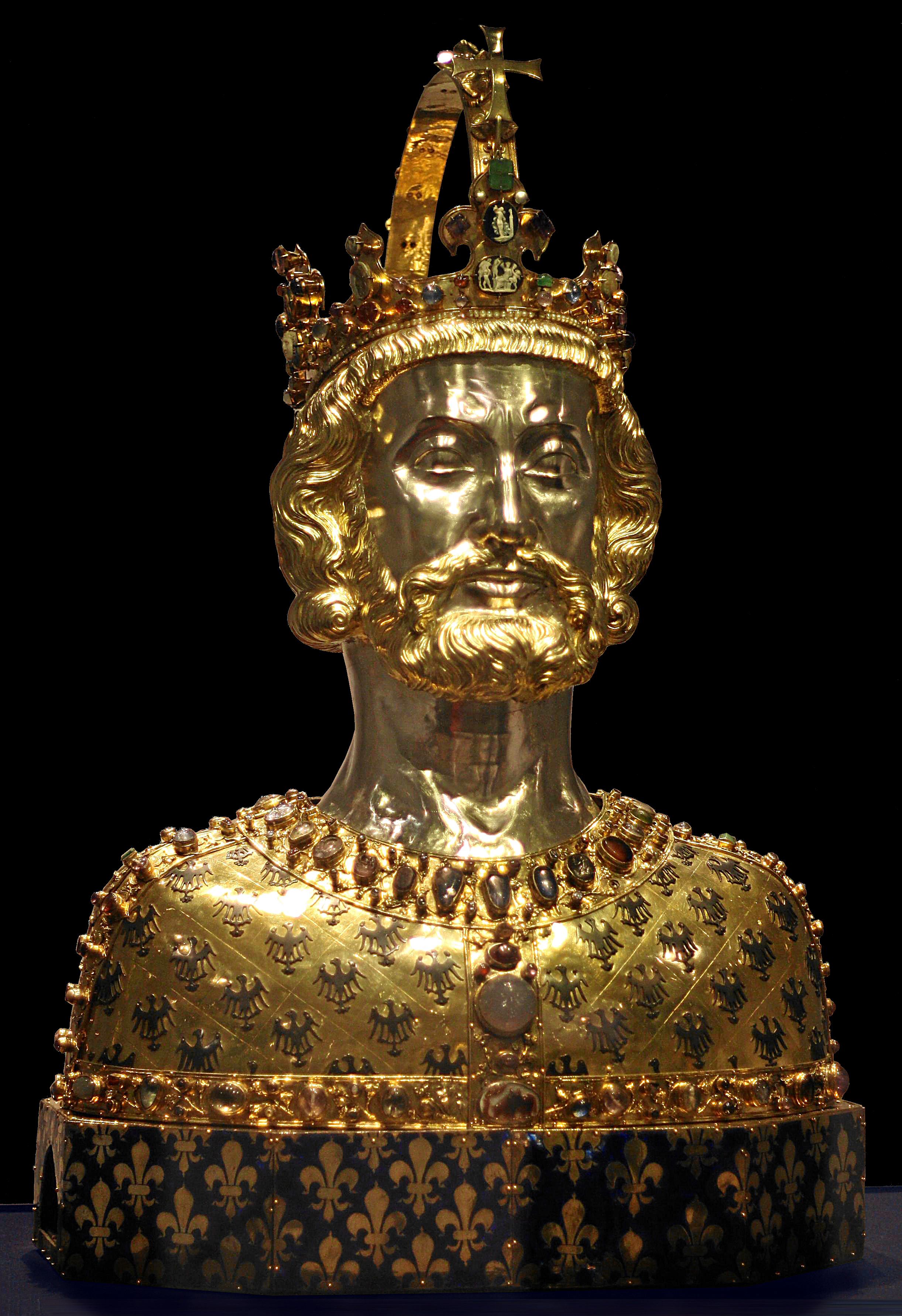
Busto de Carlomagno (Karlsbüste),[30] ca. 1350.
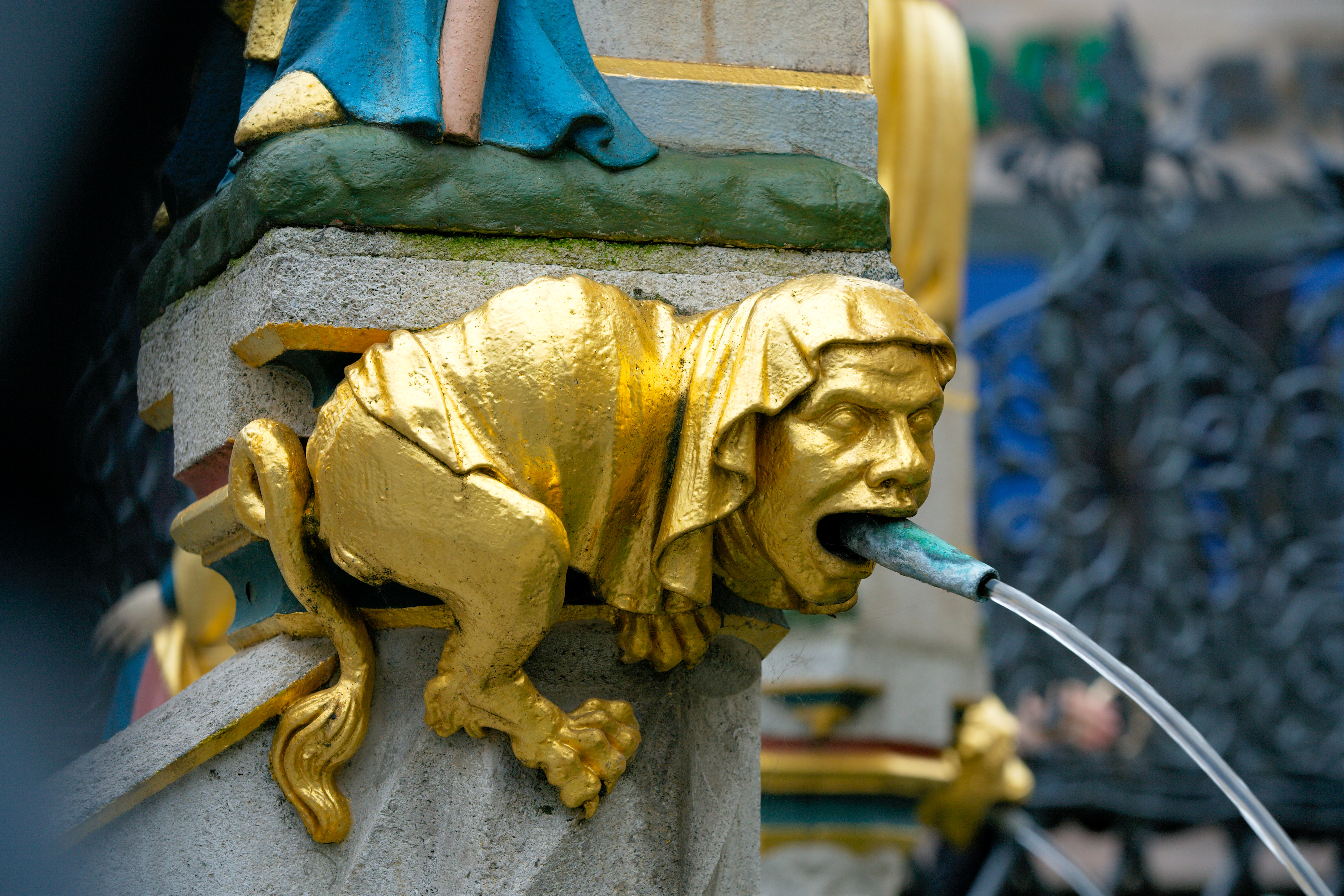
Detalle de la Schöner Brunnen[31] ("la bella fuente") de Heinrich Beheim, Núremberg, 1385-1396.
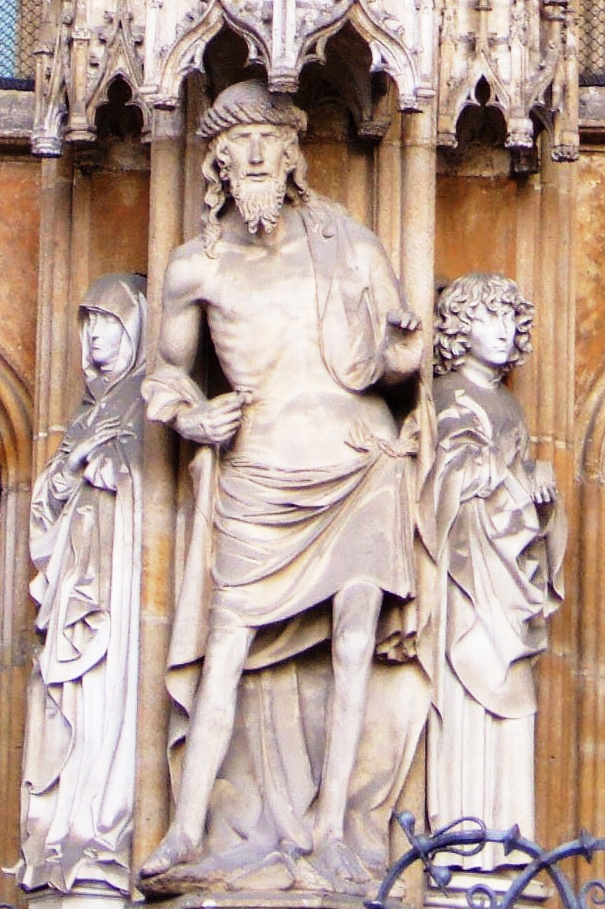
Varón de Dolores (SchmerzensMann) de la catedral de Ulm, de Hans Multscher (también fue pintor).
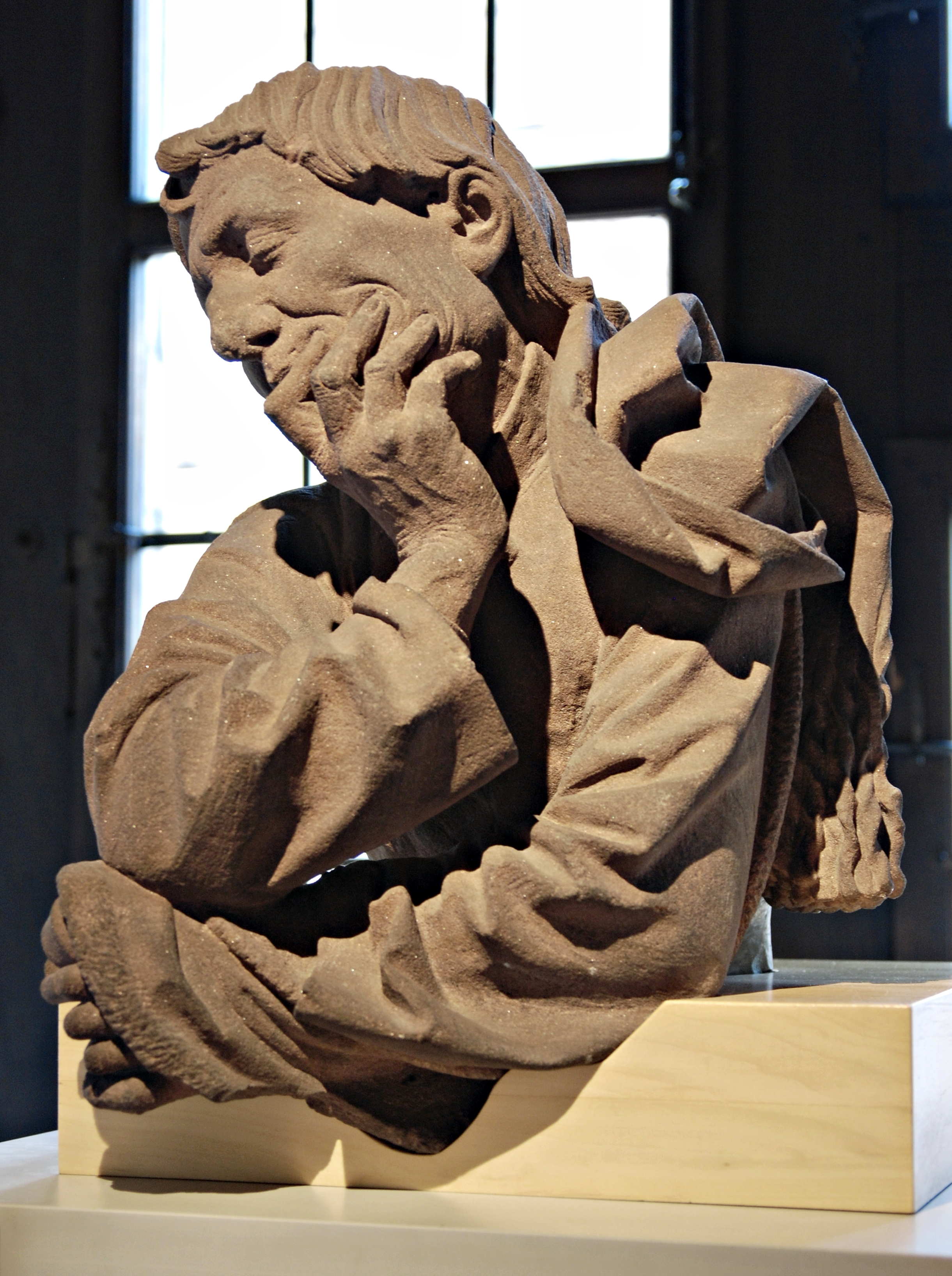
Autorretrato de Nikolaus Gerhaert o de Leiden, ca. 1467.

## Arquitectura gótica en Alemania
Alemania recibió el gótico, con retraso, posiblemente a través de la orden cisterciense. El temprano  estilo que llegaba desde Francia estaba allí ya bastante formado y convivirá durante algún tiempo con las formas románicas alemanas, que se resistían al nuevo estilo, y así los primeros arcos de ojiva no se construyen hasta los primeros años del siglo XIII. La influencia francesa va a ser muy importante ya que los arquitectos franceses del siglo XIII viajaban por toda Europa central, llevando también sus técnicas. Hasta el final de la Alta Edad Media el estilo gótico no será generalmente aceptado en Alemania. Durante el siglo XIV, en las iglesias las columnas se hicieron extraordinariamente delgadas, los nervios adquirieron perfiles muy afilados, las bóvedas se aplanaron y se cubrieron con combinaciones de nervios en forma de red. En el siglo XV, Alemania, al igual que sucedía con lo que serán Bélgica y Países Bajos, ya era un país próspero que producía una rica arquitectura de gran interés.
Durante el período gótico temprano francés en Alemania sólo se inició un trabajo significativo de este estilo, alrededor de 1180, la reconstrucción gótica de la catedral de Limburgo basada en el modelo de la catedral de Laon. El primer gran edificio que comenzó en estilo gótico, la catedral de Magdeburgo (de 1207/1209), se remonta al período del alto gótico francés, pero sus partes más antiguas todavía muestran claramente características góticas tempranas. Magdeburgo era sede de una importante diócesis desde el año 968 (sólo inferior en categoría a la sede primada de Maguncia), desde donde se había evangelizado parte de la Europa oriental. El obispo Alberto II, que había estudiado en Francia y deseaba imitar el estilo de los edificios que había visto allí, promovió la reconstrucción de la catedral en el año 1209, que se prolongó en el curso del siglo XIII y que no se acabó hasta 1520 con la colocación de los chapiteles de las torres. Todavía se notan en ella elementos de la tradición del románico alemán.
Sin embargo, en varias iglesias del románico tardío, se mantuvieron las proporciones generales tradicionales y los portales y ventanas en arco, pero se adoptó la innovación estructuralmente ventajosa de la bóveda de crucería de arco apuntado para los techos. El edificio central de la Iglesia de Nuestra Señora de Tréveris (desde aproximadamente 1230), la abadía de San Mauricio en Tholey (desde aprox. 1230) y la Iglesia sala de Santa Isabel en Marburgo (1235-1283) se consideran las primeras iglesias puramente góticas en el territorio alemán actual. Santa Isabel  es un hito importante en la evolución del gótico alemán, iglesia de la Orden Teutónica que alberga las tumbas de los ladngraves de Turingia, a cuya familia perteneció santa Isabel de Turingia (o de Hungría), muerta en 1231 tras una vida de ascetismo y caridad, y canonizada poco después. La iglesia se construyó también pocos años después de su muerte. Presenta una planta longitudinal, con dos altas torres en la fachada. La parte oriental no tiene deambulatorio sino una forma de trifolio constituida por el ábside central y dos ábsides simétricos que se abren en el transepto, constituyendo un triple coro que sustituye las capillas radiales del gótico francés, y que engloba un espacio unitario y cóncavo, adaptando el lenguaje formal francés y una planimetría espacial geométricamente determinada, casi de planta central, con naves longitudinales. El lenguaje formal de esta arquitectura es similar al de Toul y Tréveris, si bien Marburgo dependía eclesiásticamente de Maguncia. La rivalidad entre el landgrave de Turingia y el arzobispo de Maguncia condujo al landgrave a buscar su propio modelo en una archidiócesis ajena. La iglesia en gótico temprano del  monasterio cisterciense de Haina, que también puede preceder a la iglesia de Marburgo, está estrechamente relacionada con la iglesia de Santa Isabel.
También alrededor de 1230 el coro de la catedral de Wetzlar y la nave de la catedral de Friburgo se iniciaron como proyectos de renovación gótica. La  catedral de Friburgo, cuya construcción había comenzado en 1200, se reconstruyó en estilo gótico desde 1230 y es uno de los edificios góticos más importantes del país. Su torre de 116 metros fue considerada por Jacob Burckhardt como la más bella de la arquitectura cristiana. La torre es casi cuadrada en la base; en su centro, está la galería dodecagonal estrellada; luego es octagonal y se remata con la aguja cónica. Tiene una auténtica aguja gótica, que se completó alrededor de 1340 y que es la única de las agujas alemanas que fue completada en la Edad Media y que sobrevivió a los bombardeos de noviembre de 1944. Las formas góticas podrían haber sido llegado a Friburgo a través por la iglesia del monasterio cisterciense Tennenbach, pero su posición cronológica no ha sido aclarada. En el caso de la catedral de Paderborn, cuyas dos tramos occidentales todavía corresponden al concepto de basílica románica, la construcción gótica continuó a partir de 1231, pero no según el modelo de la Île de France, sino según el modelo de la catedral de Poitiers
La catedral de Tréveris (alrededor de 1233-1283) es un edificio doble, formado por dos iglesias, una dedicada a San Pedro y otra a la Virgen. La de San Pedro sufrió una modificación parcial en época gótica, pero conservó la planta románica, mientras que la iglesia capitular de la Virgen María (Liebfrauenkirche) se renovó hacia el año 1230, demoliendo el alzado anterior y reconstruyéndola con una planta casi circular y con rigurosas correspondiencias geométricas, adaptando el lenguaje gótico a esa inusual forma.
- Catedral de Limburgo, un edificio románico donde aparece el primer ejemplo gótico temprano en el rosetón
- Catedral de Magdeburgo (1209-1520)
- Catedral de Friburgo (1207/09-1520)
- Catedral de Tréveris (c. 1233-1283), formada por la unión de dos iglesias
- iglesia de Santa Isabel, en Marburgo (1235-1283)

La colosal catedral de Estrasburgo (1245-1275) —ciudad entonces parte integrante del Sacro Imperio Romano— comenzó a ampliarse después de un viaje del obispo Berthold de Teck a París y Reims, de acuerdo con el esquema del «gótico catedralicio francés», muy cercano a las soluciones de la basílica de Saint-Denis. La nave central tripartita, con grandes ventanales en el claristorio y el triforio iluminados por la luz de los vitrales fue acabada en 1275, quedando el coro y el trasepto en estilo tardorrománico. La zona de Estrasburgo había permanecido hasta entonces indiferente al nuevo lenguaje arquitectónico, permaneciendo fiel a la tradición artística imperial, con influencias del románico lombardo. Para resolver la dificultad de cubrir las bóvedas de las amplias naves se llamó a arquitectos franceses, que introdujeron las formas de las catedrales del norte de Francia, siendo un ejemplo de la importación puntual del lenguaje gótico. La parte gótica, sobre todo las naves, amplias y luminosas y con grandes ventanales que sustituían a los gruesos muros, está hecha en pleno estilo radiante, con alzado interior tripartito, con grandes ventanales en el claristorio y en el triforio iluminados por la luz de los vitrales. Desde 1277 se emprende  la espectacular fachada principal de piedra arenisca caracterizada por las dos torres, una de ellas no finalizada,  y en 1284, el maestro Erwin von Steinbach —mencionado por Goethe en su tratado Sobre la arquitectura alemana (1773)—diseñó el rosetón supervisando sus trabajos hasta su muerte en 1318, tras la cual su propio hijo, Jean Erwin, inició la elevación del segundo nivel de las torres por encima del rosetón y la revalorización del mural de las partes bajas de la fachada, trabajos que duraron hasta 1339.
En 1248 siguió la catedral de Colonia, iniciada bajo el obispo Conrado de Hochstaden y proyectada probablemente por un arquitecto francés que habría tomado parte en la construcción de la catedral de Amiens, que trataba de superar en dimensiones y altura el modelo de la catedral de Beauvais, con una planta de cinco naves y dimensiones grandiosas. La catedral  es una de las obras maestras del gótico alemán con sus dos altas naves y sus dos torres de fachada a la moda francesa.  El coro, que se completó en 1304, alcanza una altura de 46 metros, y se considera una obra maestra del gótico radiante, con un incomparable impulso vertical en la estructura, que fuerza los límites de la estática. Como en la Sainte-Chapelle de París, se hizo un amplio uso de vitrales historiados y de decoración escultórica. En la Edad Media, la catedral ni siquiera estaba a medio terminar y tras una prolongadísima interrupción, las obras se reanudaron en el siglo XIX, con criterios neogóticos, levantándose las naves y la fachada principal. hasta ser una de las iglesias más grandes del mundo.
La Iglesia de Santa María de Lübeck, que fue construida en 1250-1350, debe mencionarse como un edificio no menos ambicioso. Debido a su adaptación al material de construcción de ladrillo local, la Marienkirche también se convirtió en el edificio inicial del gótico de ladrillo para el norte de Alemania y la región del mar Báltico. Alrededor de 1260, basándose en el modelo de Reims, comenzó la renovación de la catedral de Halberstadt, de la cual solo se pudieron realizar inicialmente tres tramos de naves; el resto del edificio se prolongó hasta alrededor de 1500. El único edificio en Baviera basado en el esquema de la catedral francesa se inició alrededor de 1285/90 en la catedral de Ratisbona basado en el modelo de San Urbano en Troyes.
La catedral de Múnich, que sustituyó a una antigua iglesia románica construida en el siglo XII, fue encargada por Segismundo de Baviera y erigida por Jörg von Halsbach. La edificación empezó en 1468 y las dos torres se terminaron en 1488. La iglesia fue consagrada en 1494. Sin embargo, las famosas cúpulas de las torres no fueron construidas hasta 1525. Su diseño se inspiró en la Cúpula de la Roca de Jerusalén, que a su vez tiene influencias del arte bizantino. La catedral sufrió severos daños durante la Segunda Guerra Mundial; el techo fue destruido y una de las torres sufrió importantes destrozos. La restauración más importante del edificio se llevó a cabo después de la guerra y ha sido terminada en diferentes etapas, la última en 1994.
Además de las grandes iglesias episcopales, surgieron rápidamente en las ciudades numerosas iglesias parroquiales, que en ocasiones alcanzaron o incluso superaron las dimensiones de los edificios catedralicios. En Freiburg im Breisgau, la entonces Münster fue una de las primeras obras maestras del gótico alemán, cuya torre principal, completada alrededor de 1330 con su casco calado, se convirtió en modelo para muchas soluciones de torre posteriores y que fue una de las pocas grandes torres góticas de la Edad Media terminadas. Desde 1377 la Ulm Minster, cuya torre principal, la torre de la iglesia más alta del mundo, no se pudo completar hasta el siglo XIX. La iglesia del monasterio cisterciense de Altenberg, que se inició en 1259, se destaca como una iglesia de monasterio, que expresa la modestia cisterciense sin torres y con decoraciones arquitectónicas reducidas, pero triunfa en sus dimensiones.
- Catedral de Estrasburgo (1245-1275), destacada obra del alto gótico
- Catedral de Colonia (1248-1880), edificio terminado en un neogótico
- Fachada oeste de la catedral de Altenberg, de 1259
- Catedral de Ratisbona, única catedral bávara de esquema francés , desde 1273.
- Iglesia de Nuestra Señora, Núremberg (1350-1358)
- Catedral de Ulm, de 1377, con la torre de iglesia más alta del mundo, desde 1890.

- Interiores de iglesias góticas
- Interior de la catedral de Magdeburgo
- Interior de la Liebfrauenkirche de Tréveris.
- Coro de la catedral de Colonia
- Catedral de Estrasburgo

La adopción de las iglesias de salón (Hallenkirche), inspiradas en la arquitectura cisterciense, es otra característica del gótico alemán. Las naves laterales se elevaron hasta alcanzar el mismo nivel de la nave central, quedando separadas solo por los pilares como en la ya citada Santa Isabel de Marburgo. Esa disposición permitió el desarrollo de elaborados sistemas de bóvedas, en los que la delimitación de los tramos individuales desaparecía cada vez más, fusionando en un espacio unificado a menudo  cubiertos por una magnífica red de bucles en las bóvedas de crucería de la Annaberg o en la Freiberg (reconstruida entre 1484 y 1512)). Esa preferencia alemana por las Hallenkirches apenas se compartió en Renania y en las ciudades del suroeste del mar Báltico, desde Lübeck hasta Stralsund, en donde encada caso se construyó al menos una gran basílica de ladrillo con contrafuertes. Para las desviaciones del modelo francés, incluida la renuncia al deambulatorio y a la corona de la capilla, se ha empleado el término «Reduktionsgotik» (gótico reducido). La antigua denominación de «Deutsche Sondergotik» está en desuso.
La originalidad alemana aparece en el uso del ladrillo, principalmente en el norte del país, en la zona de la costa del mar Báltico, donde prevaleció el llamado gótico de ladrillo. Ciudades como Lübeck, Rostock, Wismar, Stralsund y Greifswald se caracterizan por esta variación de estilo regional. Dado que hay pocas ocurrencias de piedra natural en la región costera, tuvieron que recurrir a la construcción de grandes edificios en ladrillo. El desarrollo de formas en ladrillo  le dio su propio lenguaje de diseño y los tonos del ladrillo también dio a los edificios un colorido especial. Como modelo para muchas iglesias del norte de Alemania se encontraba iglesia de Santa María de Lübeck, que se construyó entre 1200 y 1350 y la catedral de Schwerin (1270-1416).
Además de edificios religiosos, la construcción de casas gremiales y, sobre todo, de ayuntamientos fue una tarea de construcción en el estilo gótico, un signo de la aspiración de la burguesía. Famosos son el Ayuntamiento de Stralsund (alrededor de 1350) y el Ayuntamiento de Bremen (1410), cuya fachada fue rediseñada durante el Renacimiento. Un ejemplo especial de un edificio secular gótico es el Ayuntamiento de Münster (reconstruido, originalmente desde 1350).
Los edificios residenciales que se edificaron en esa época fueron principalmente edificios de entramado de madera, como se puede ver hoy en día en ciudades como Goslar o Quedlinburg —con una de las casas de entramado de madera más antiguas del país: el edificio del siglo XIV que alberga el Fachwerkmuseum—, aunque también se construían casas con hastiales (Ratisbona) y se acondicionaban torres a la moda italiana.
Entre los siglos XIV y el XVI, dominó el gótico tardío con la erección de la iglesia de Santa Ana (Annaberg-Buchholz) en Annaberg-Buchholz, un bello ejemplo de gótico flamígero de Sajonia, y la catedral de Ulm. El gótico tardío creó ejemplos significativos y las ciudades imperiales del sur de Alemania, especialmente Núremberg y Ratisbona, así como las ciudades hanseáticas de la costa báltica, especialmente Lübeck y Stralsund, se convirtieron en centros locales de arquitectura gótica.
Durante mucho tiempo, especialmente en el siglo XIX, el gótico se consideró un estilo típicamente alemán. Después de la Guerra de la Sexta Coalición contra Napoleón, la arquitectura gótica se convirtió en el paradigma de un orden mundial primitivo alemán, cristiano y medieval. Esa imagen de sueño romántico se elevó a contraimagen positiva. La catedral de Colonia, que aún no se había completado en ese momento, se convirtió en el epítome arquitectónico de la grandeza alemana y, al mismo tiempo, el gótico se reinterpretó como un estilo alemán. Pero ya en la fase alta de la glorificación del gótico alemán, Franz Theodor Kugler fue el primero en declarar públicamente que el área de origen del gótico era el norte de Francia.
Debido al largo período de construcción de las iglesias y catedrales, que construyeron artesanos organizados en talleres, algunos de los edificios más famosos se terminaron en el siglo XIX, cuando el estilo gótico volvió a estar de moda en el contexto del romanticismo o el historicismo: esto se aplica especialmente a catedral de Colonia, que es la catedral gótica más grande del mundo después de la catedral de Milán, y que se completó finalmente en 1880 después de una suspensión de siglos con la ayuda de los planos góticos redescubiertos. La catedral de Ulm también se completó después de un largo período de congelación solo a fines del siglo XIX; su torre de 161.5 metros de altura, que se completó en 1890, todavía es la torre de iglesia más alta del mundo.
- Plantas de iglesias góticas
- Catedral de Lübeck
- Catedral de Friburgo (desde 1230)
- Iglesia de Santa Isabel en Marburgo (1235-1283)
- Liebfrauenkirche de Tréveris, inusual planta circular
- Catedral de Colonia
- Iglesia de Santa Ana (Annaberg -Buchholz)

### Viena

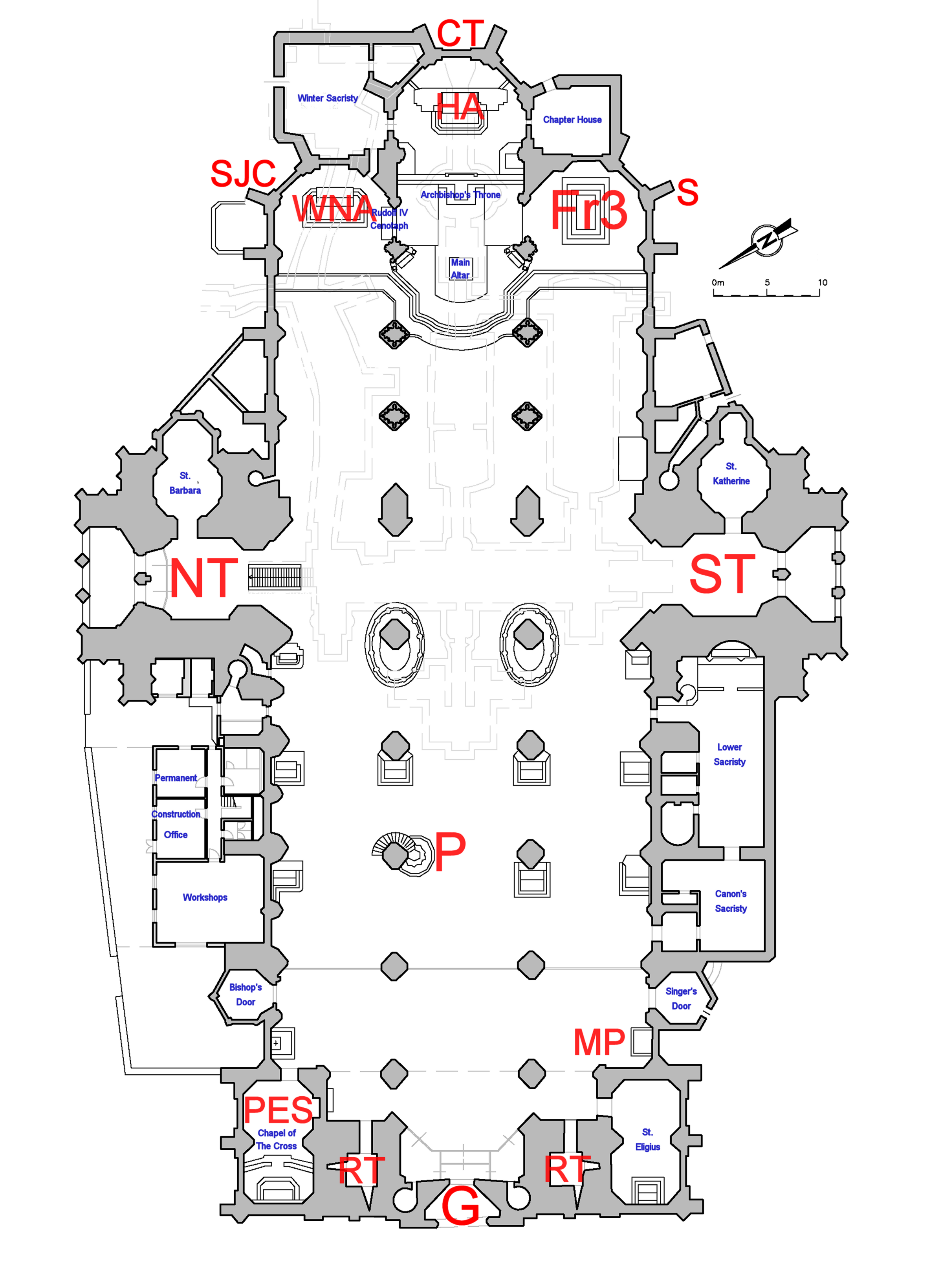
Planta de la catedral de Viena.

La Stephansdom (catedral de Viena) es la más importante construcción gótica de Austria. Presenta notables diferencias con los edificios góticos franceses, sobre todo en la configuración del coro, que en Viena no tiene deambulatorio ni capillas radiales, los elementos típicos de las catedrales francesas. Las naves de la de Viena terminan en tres ábsides, uno por nave, mientras en el alzado las naves laterales presentan casi la misma altura que la central.

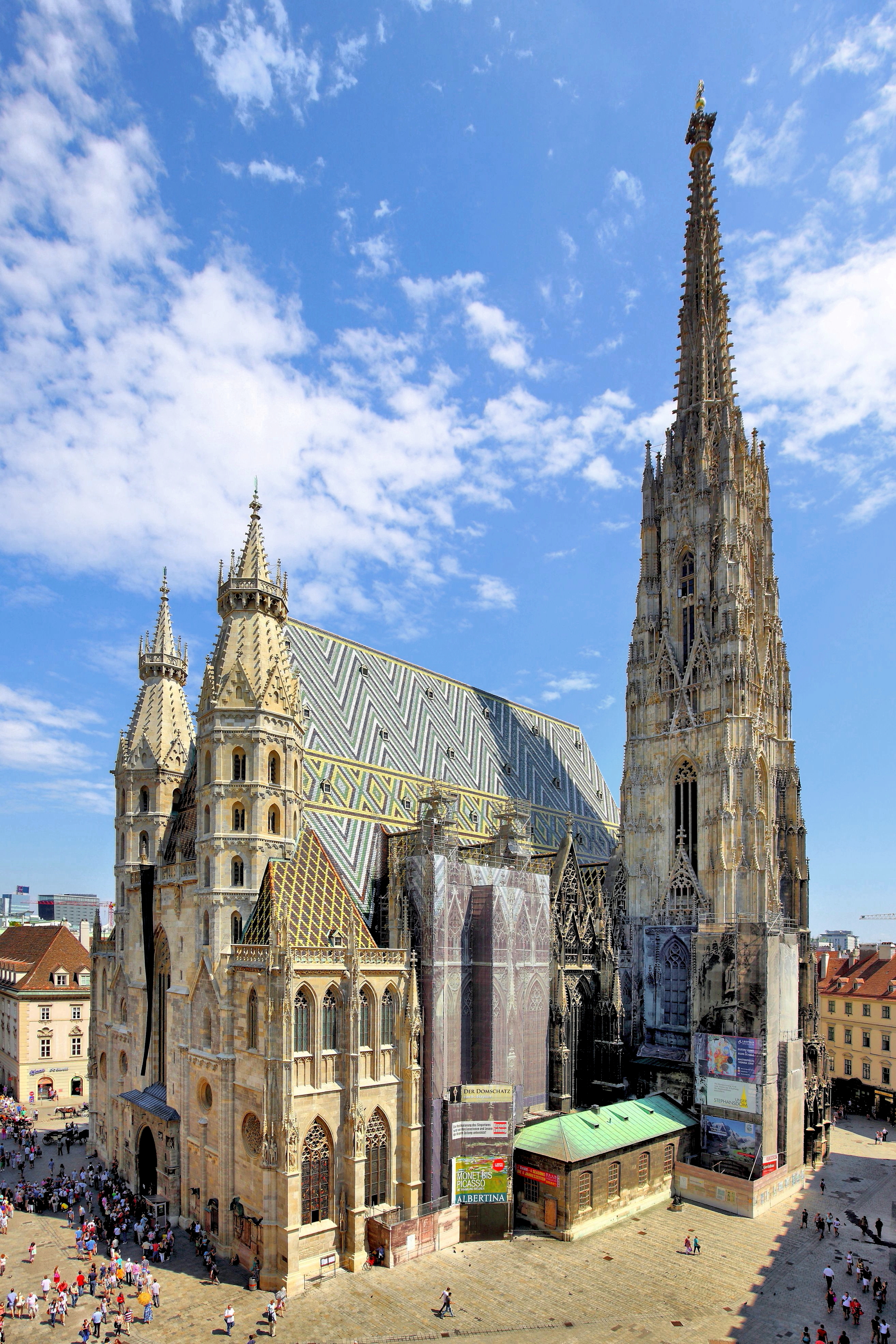
Exterior.
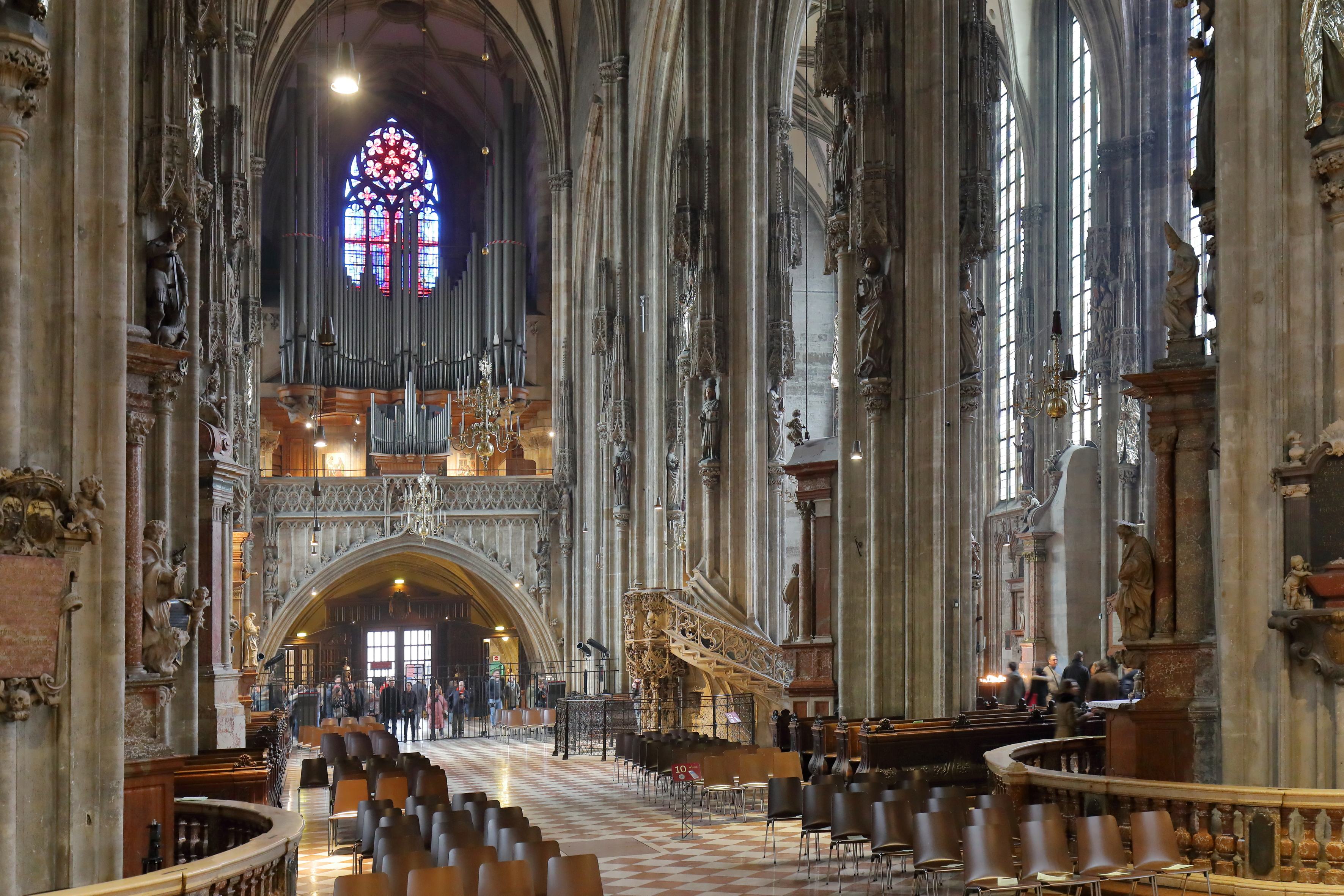
Interior.
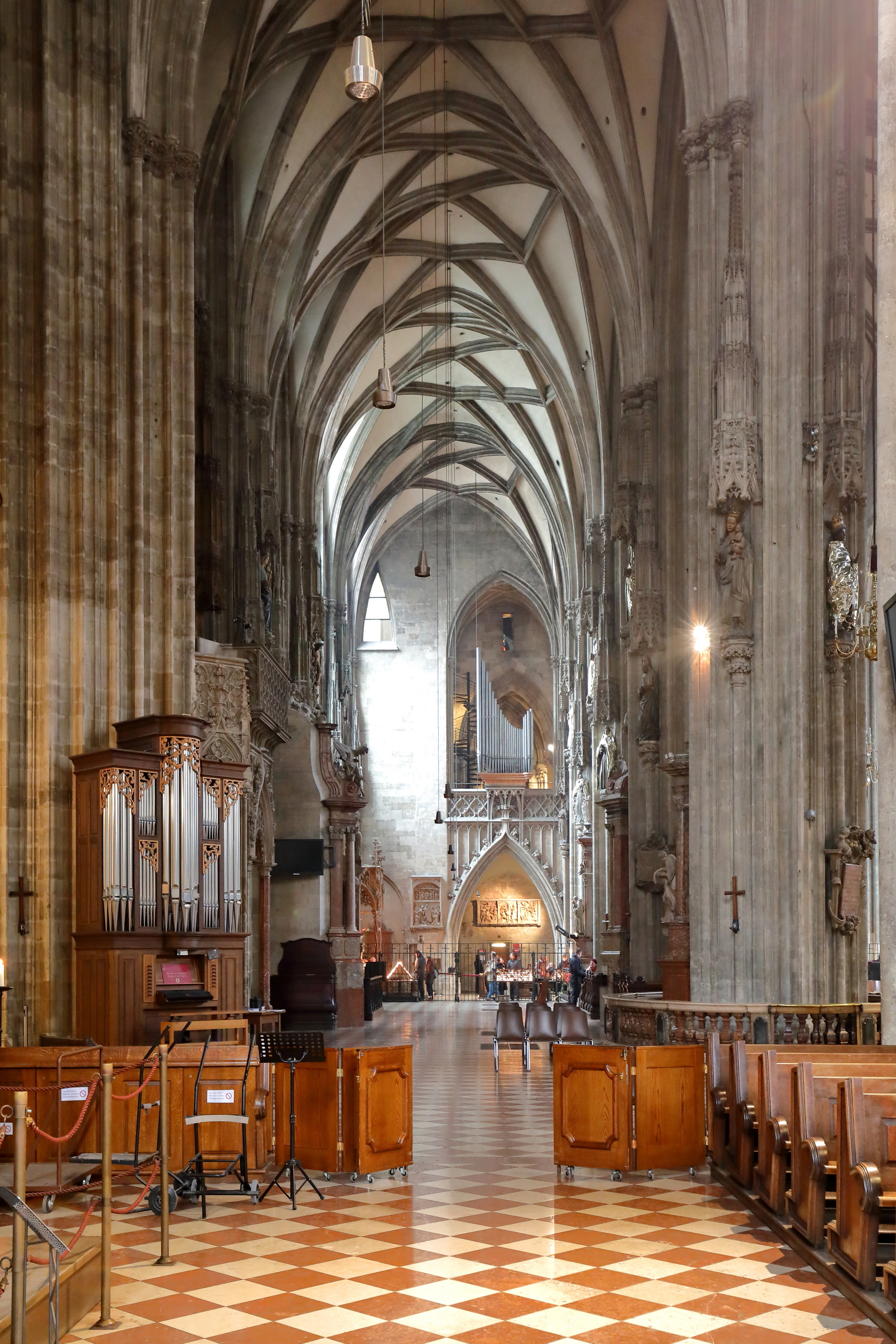
Aisle.

## Arquitectura gótica en Polonia
El gótico en Polonia o gótico polaco son denominaciones historiográficas para caracterizar la producción arquitectónica en la época del arte gótico en la actual Polonia, en ese momento regida sólo parcialmente por el reino de Polonia, con partes bajo el dominio del ducado de Lituania, la Orden Teutónica  y algunas ciudades hanseáticas. 
El gótico llegó a tierras polacas con los cistercienses, que utilizaron elementos del gótico temprano en 1214 en su iglesia de Trzebnica (bóveda de crucería en la cripta oriental y bajo la galería) y en las iglesias monásticas de Jędrzejów de 1210 y Koprzywnica. La corriente gótica comenzó a extenderse gracias a las órdenes dominicana y franciscana a finales de la primera mitad del siglo XIII. Los primeros elementos del nuevo estilo son visibles en la construcción dominica, bajo el obispo Iwo Odrowąż, de la basílica de la Santa Trinidad en Cracovia (1226-1250), de ladrillo, perteneciente al románico tardío, en la que se realizaron arcos ojivales entre las naves. En el norte y oeste del país ya había precedentes románicos construidos en ladrillo, que será el material elegido para la mayor parte de los edificios góticos (gótico de ladrillo, característico de toda la región báltica). Algunos, como la catedral de Wawel (1320-1364), se harán en piedra y también hay ejemplos de pequeñas iglesias de mampostería.
Las iglesias dominicanas y franciscanas, construidas en estilo gótico temprano, se caracterizaron por la sencillez de formas y la falta de torres, vidrieras y ricas decoraciones. Por lo general, disponían de un presbiterio largo y rectangular, destinado a los monjes, cubierto con bóvedas de crucería. También hay algunos edificios cistercienses. Una de las primeras manifestaciones góticas en el país fue también la reconstrucción de la catedral de Wrocław  después de 1244, que se amplió desde el este con un coro de ladrillo simplemente cerrado con un deambulatorio, y dos pequeñas torres en las esquinas que han permanecido inconclusas hasta el día de hoy. Se cree que el edificio polaco más antiguo construido íntegramente en estilo gótico sería la capilla del santuario de Santa Jadwiga (Trzebnica) (1268-1269) en la iglesia de San Bartolomé en el monasterio cisterciense. La capilla fue reconstruida a partir de una capilla románica anterior y se conectó a la iglesia mediante un portal gótico temprano. La forma de las iglesias góticas es mucho más diversa que la de los edificios construidos en el período románico. Obras interesantes, en estilos regionales diferentes, fueron construidas en Lubiąż, Kamieniec Ząbkowicki y Henryków, así como en Oliwa, Pelplin y Koronowo.
El desarrollo del estilo gótico estuvo muy influenciado por los cambios que se estaban produciendo entre la burguesía. La incorporación de ciudades bajo la Ley de Magdeburgo y la aparición de nuevos núcleos en el período de fragmentación distrital, cuyos habitantes se sintieron apegados principalmente a su propia región y no a todo el país, favoreció el surgimiento de escuelas separadas de arte gótico. Como en otros países, también se realizaron colectas para la construcción de nuevas iglesias en ciudades polacas. El patrocinio real jugó un papel importante. La reforma del Estado llevada a cabo en el siglo XIV permitió financiar muchas obras de ese período. El reinado de Casimiro el Grande (r. 1333-1370) fue el momento del mayor florecimiento de la arquitectura gótica en Polonia. La segunda vez tuvo lugar un desarrollo similar en la fase gótica tardía, durante el gobierno de Casimiro IV Jagellón (1447-1492).
La zona del sur de Polonia, especialmente la región de la Baja Silesia, permaneció en estrecho contacto con los constructores de Bohemia y revela la influencia del gótico checo, con soluciones parecidas como la localización de la torre en la intersección del transepto con el coro (en el lado sudoriental de las iglesias). En la región de la Pequeña Polonia, bajo el patrocinio real, se desarrolló la construcción denominada estilo cortesano, realizada en ladrillo con sillares de piedra para realzar los detalles. Suelen ser iglesias de dos naves. En esta parte del país, la llegada del Renacimiento (principios del  siglo XVI) fue más rápida, también debido al mecenazgo cortesano. La arquitectura de las tierras del norte estuvo fuertemente influenciada por el gótico báltico, con patrones inspirados en los edificios del estado de la Orden Teutónica y de otras ciudades asociadas con la Liga Hanseática. La Gran Polonia, que perdió ante la Pequeña Polonia protagonismo en el país, no jugó un papel significativo en la conformación de este estilo. La arquitectura de estas tierras muestra muchas conexiones con los edificios de Silesia y de Pomerania. Las iglesias de Pomerania son de ladrillo, con torres situadas en el eje principal, siendo muy poco común la planta basilical. Mazovia, que se unió a la Corona solo en 1526, se inspiró principalmente en el arte de Pomerania, aunque la influencia de la escuela de Cracovia también es visible. No se desarrollaron diferentes formas de gótico en Mazovia. Los edificios que se producen en esta tierra se caracterizan más bien por la simplificación de las formas antes conocidas. Las tradiciones góticas continuaron aquí durante mucho tiempo (hasta finales de los siglos XVI y XVII). En la construcción de madera, las influencias góticas son visibles aún más. En el siglo XIX, el gótico de Mazovia incluso se reconoció como un estilo polaco en la arquitectura, proporcionando un modelo para los arquitectos de muchas iglesias neogóticas. 
Debido al difícil acceso a la piedra trabajable, los detalles de piedra están casi ausentes en el país y todas las formas decorativas se limitan al ladrillo y luego al estuco. Todavía se construyó en estilo gótico en el siglo XVI; siendo el representante más destacado en el país fue el arquitecto Giovanni Battista (Jan Baptysta Wenecjanin, c.1492-1567).
Los centros urbanos que conservan la mayor parte del gótico polaco son las ciudades de Cracovia, Gdańsk, Toruń y Breslavia. Muchos edificios góticos en origen fueron largamente ampliados y modificados en otras épocas y estilos.
- Arquitectura gótica en Polonia
- Catedral de Wawel (1320-1364)
- Basílica del Corpus Christi (Kazimierz, Cracovia)
- Collegium Maius, Cracovia.
- Iglesia de Santa María, Gdańsk (1343-1502)
- Castillo de Malbork
 ( Patrimonio de la Humanidad     (1997))

### Otras zonas

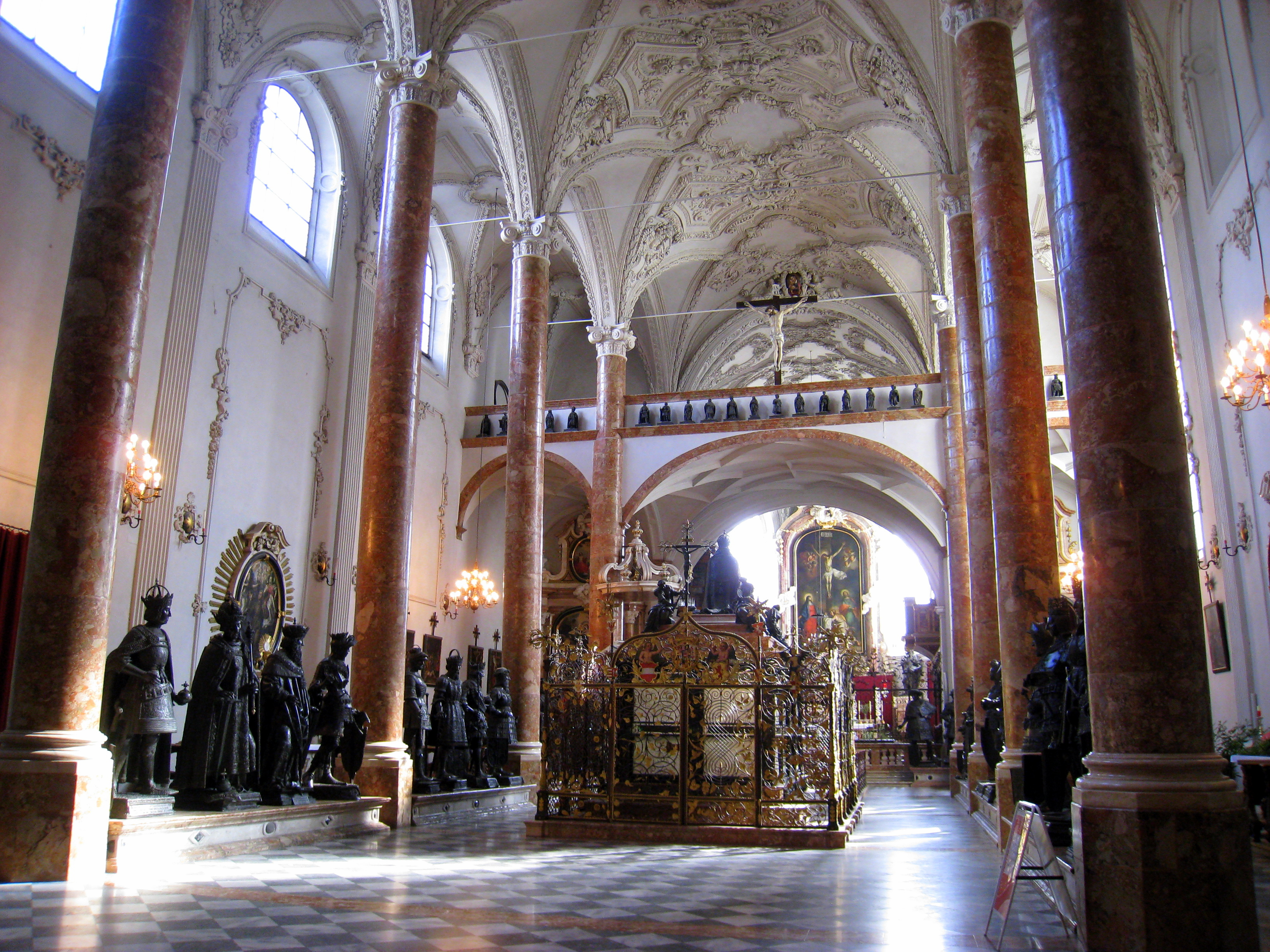
Las formas góticas son todavía utilizadas en obras tan tardías como la Hofkirche de Innsbruck (1553).

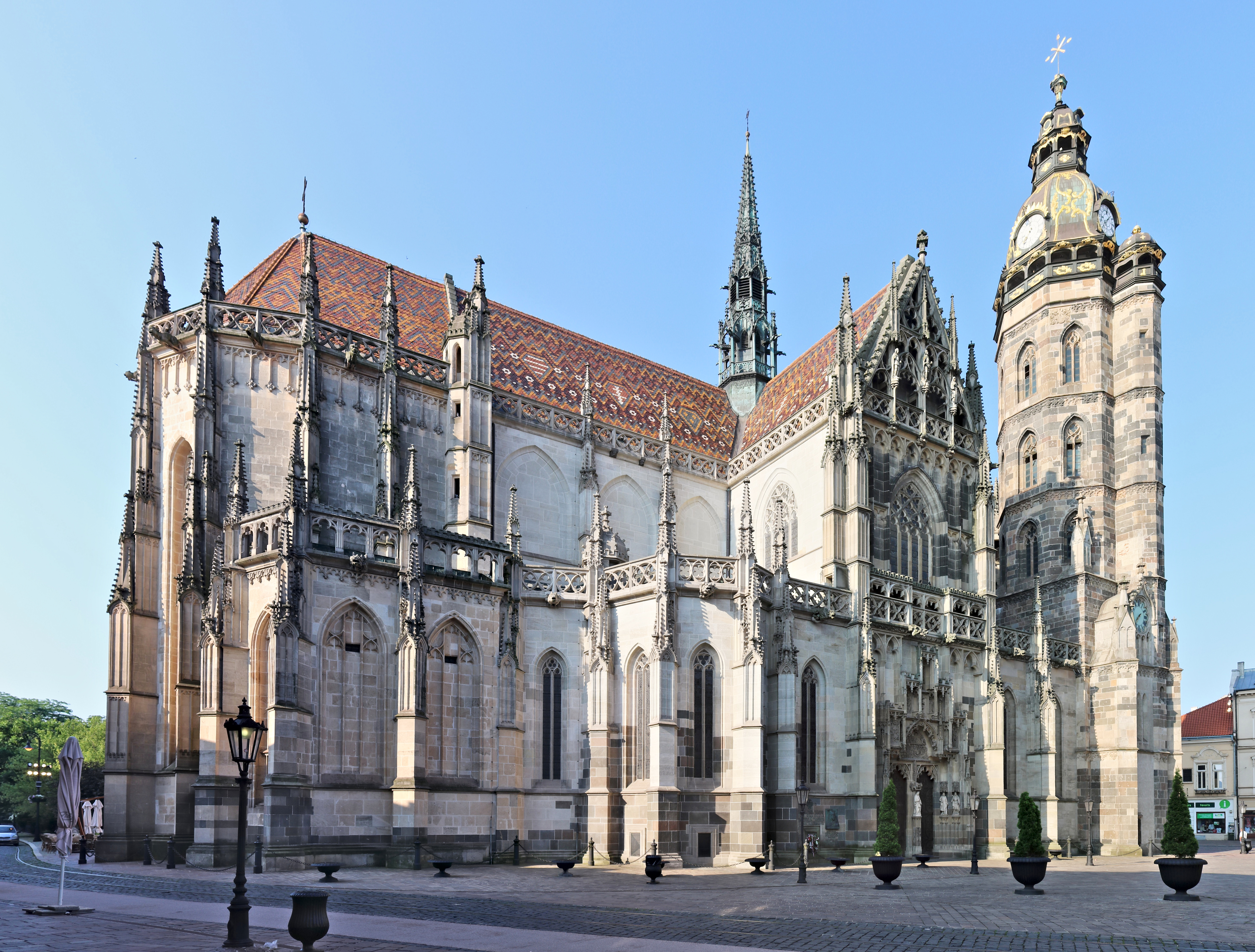
Catedral de Košice (Eslovaquia)
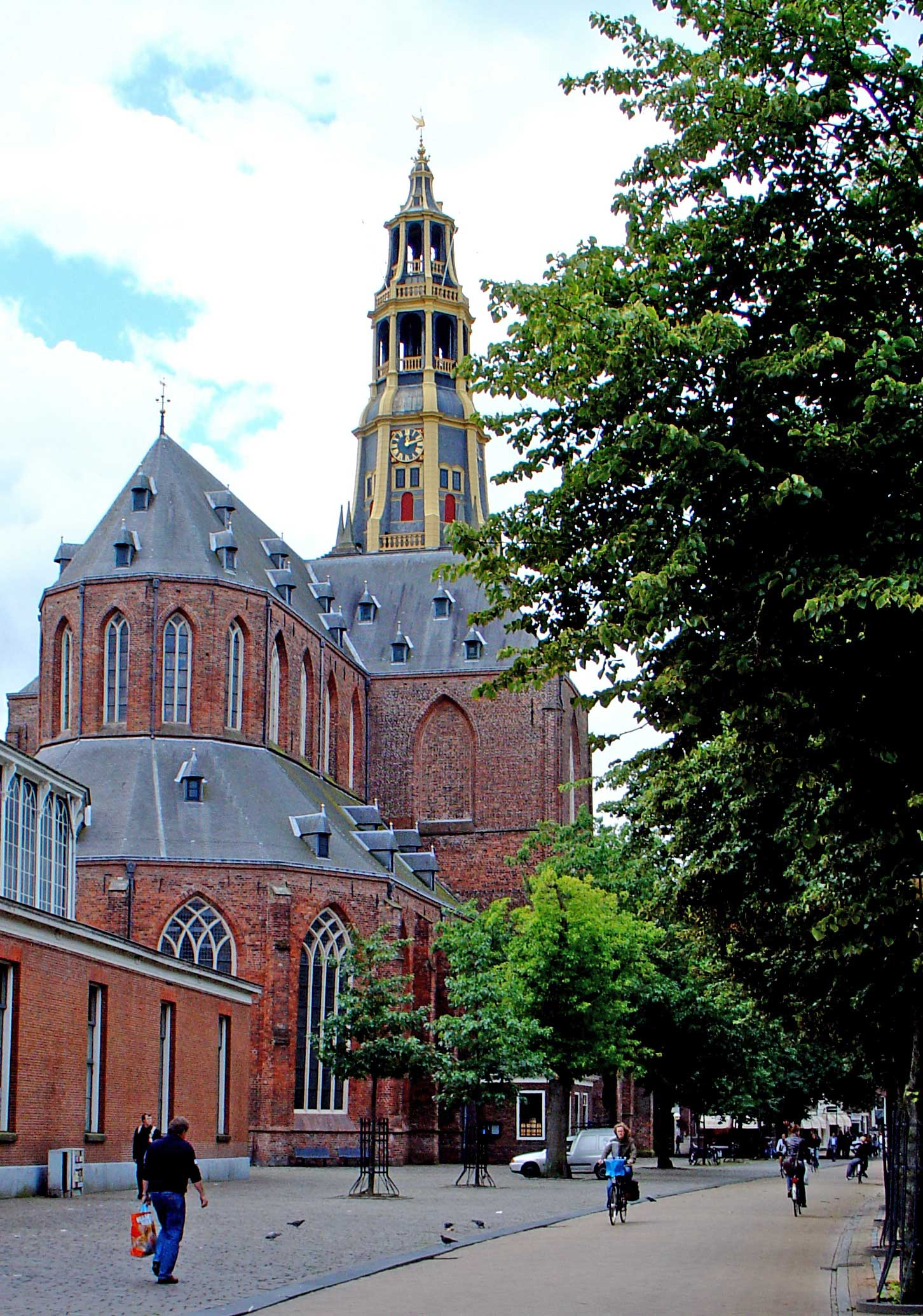
Aa-kerk de Groningen
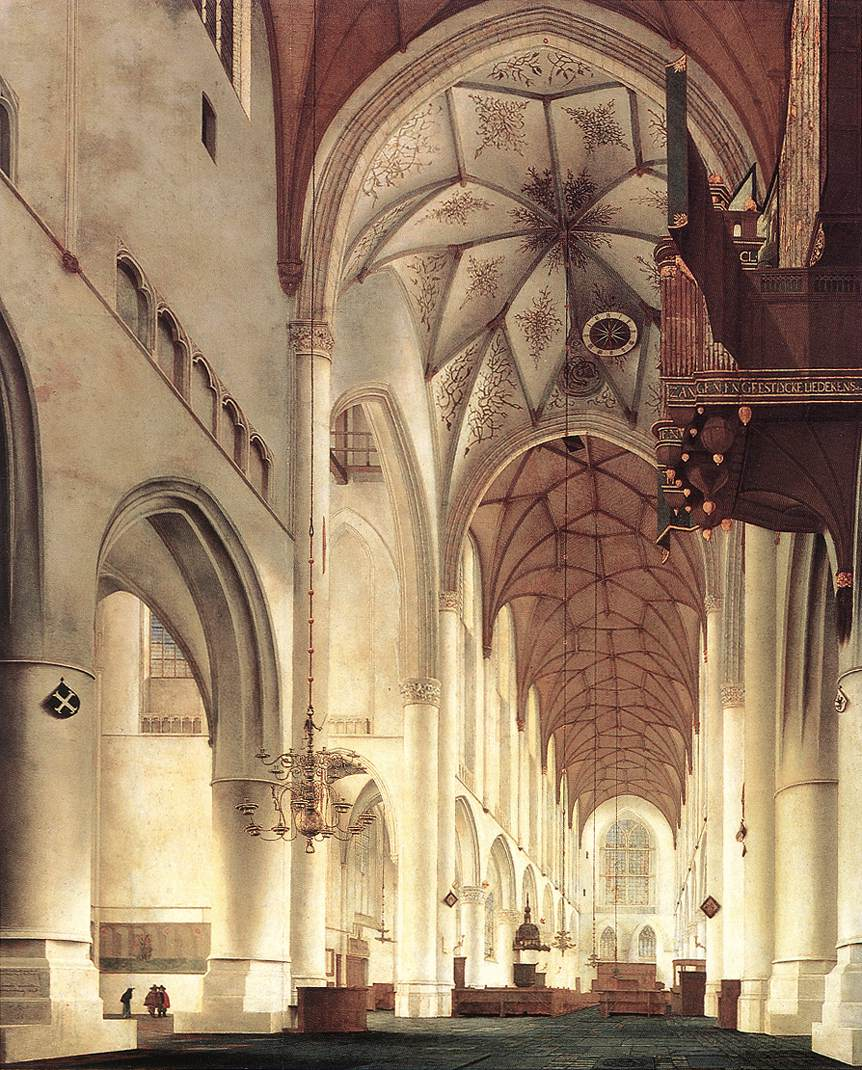
La iglesia de San Bavón de Haarlem (Grote Kerk), en una pintura de Pieter Janszoon Saenredam
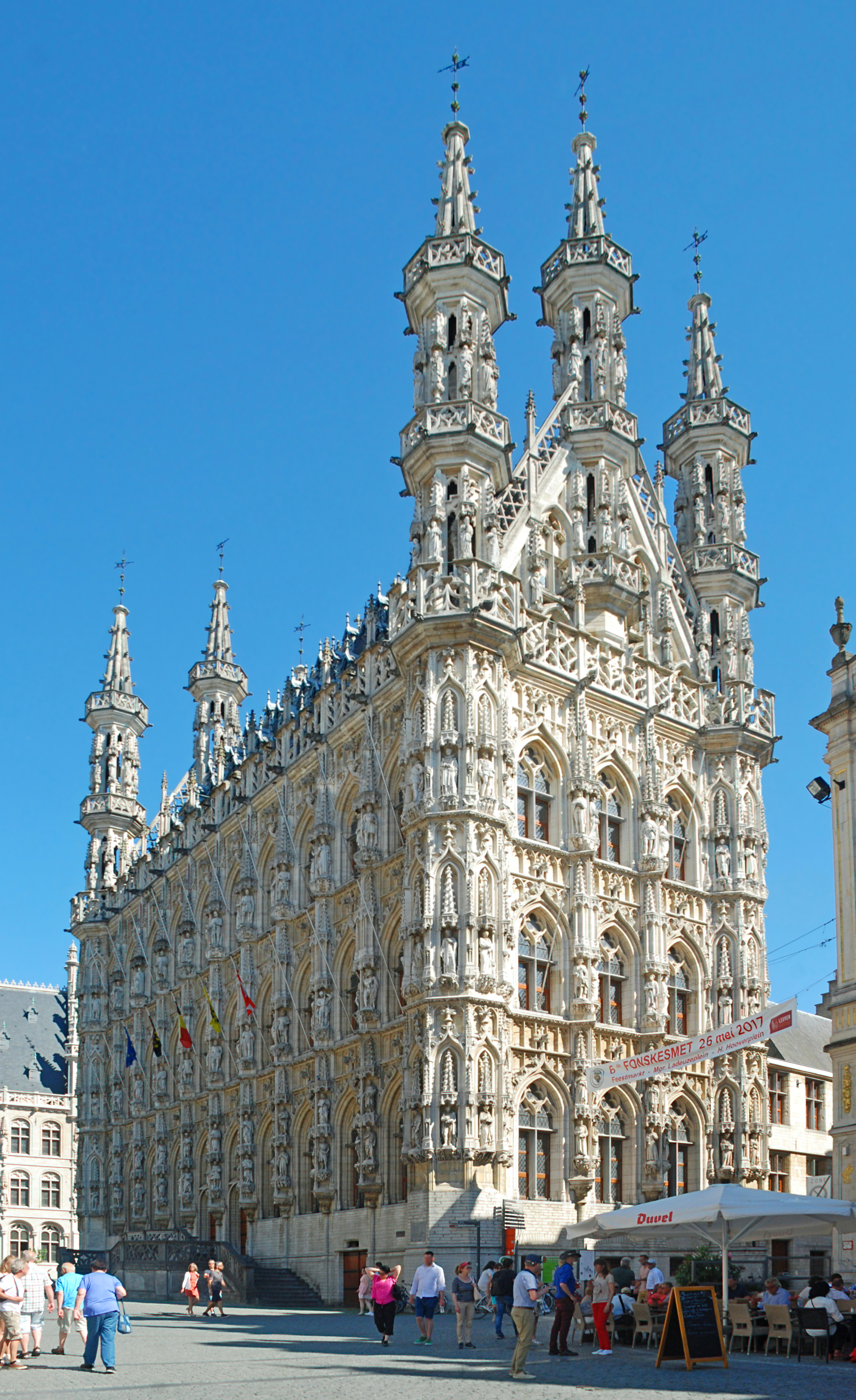
Stadhuis de Lovaina
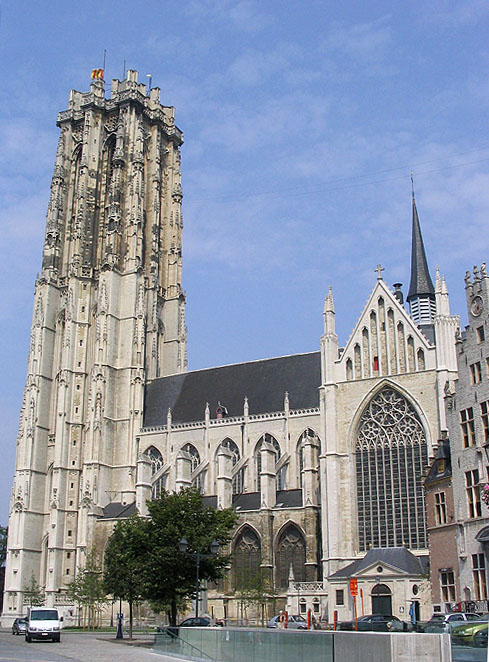
Catedral de Malinas